# Histoire de l'Indonésie
 (novembre 2016).
Si vous disposez d'ouvrages ou d'articles de référence ou si vous connaissez des sites web de qualité traitant du thème abordé ici, merci de compléter l'article en donnant les références utiles à sa vérifiabilité et en les liant à la section « Notes et références ».

Carte administrative de l'Indonésie actuelle

La république d’Indonésie (Republik Indonesia) naît le 17 août 1945 avec la proclamation de l’indépendance des Indes orientales néerlandaises par Soekarno et Mohammad Hatta.
L’histoire de son territoire commence au-delà.
Le pays est peuplé en 2024 d'environ 275 millions d'habitants (Indonésiens/Indonésiennes, diaspora indonésienne non comprise).
Pour mémoire, la population du pays serait de 206 en 2000, 97 en 1961, 60 en 1930, 10 vers 1700, 8 vers 1500, 4 vers 1000.

Ceinture de feu du Pacifique
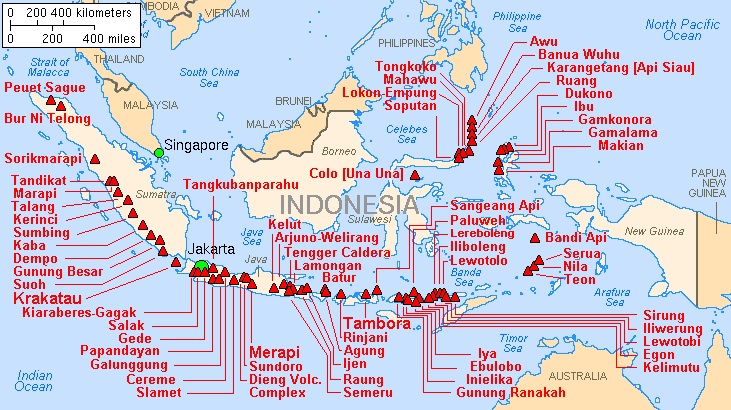
Carte des volcans indonésiens
Écozone Indomalaise
Écozone australasienne

## Peuplement

Sahul et Sunda

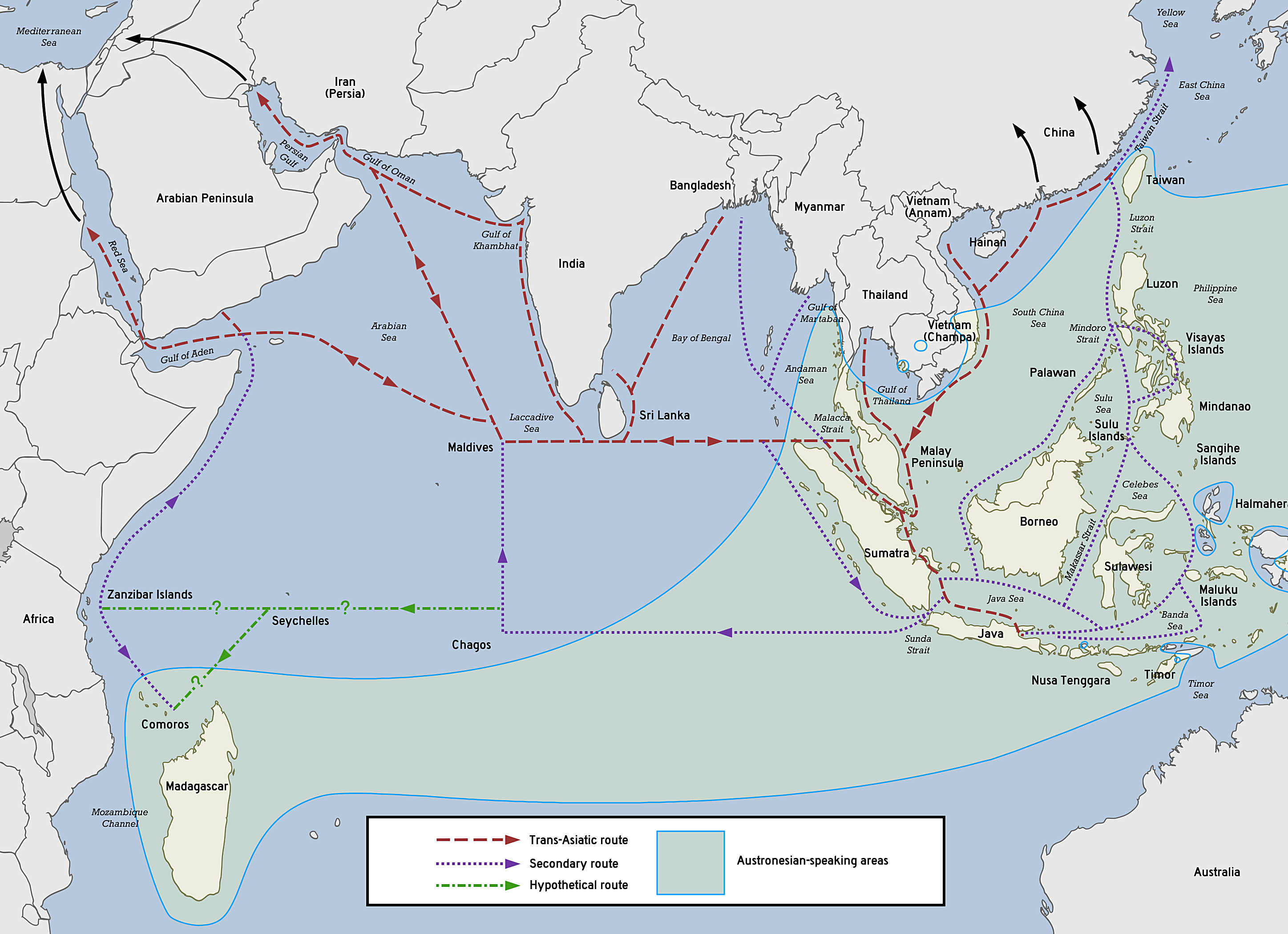
Réseau commercial maritime austronésien dans l'océan Indien

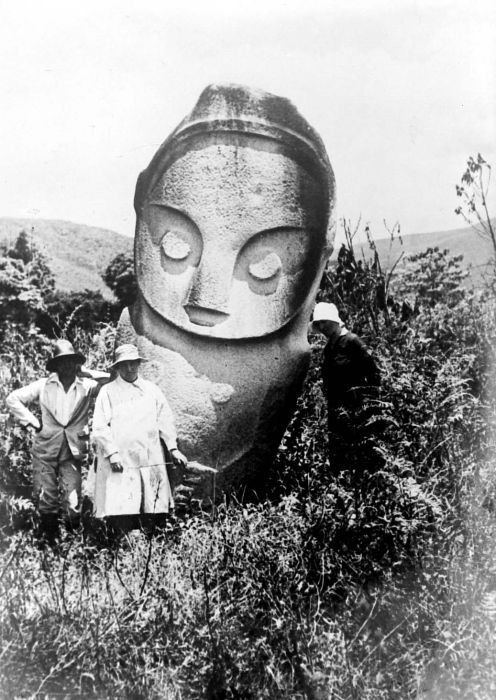
Mégalithe, Vallée de Bada (Célèbes)

- Préhistoire de l'Indonésie (en), Meganthropus palaeojavanicus, site des premiers hommes de Sangiran, coquillage gravé de Trinil
- Peuplement de l'Océanie, Peuplement de l'Asie du Sud-Est, Nusantao Maritime Trading and Communication Network
- Homme de Java, homme de Solo, homme de Wajak, enfant de Mojokerto, Mata Menge, homme de Florès
- Théorie de la catastrophe de Toba (73000 AEC)

Il y a environ 21 000 ans, la Nouvelle-Guinée était reliée à l'Australie, formant la masse continentale appelée Sahul. L'Australie avait été peuplée il y a au moins 40 000 ans par des migrations depuis l'actuel continent asiatique. On a retrouvé, dans la Grande Grotte de Niah au Sarawak un crâne humain qu'on a daté de 40 000 ans. C'est également la date des peintures pariétales de la grotte de Leang Bulu Sipong, où a été découverte la plus ancienne représentation figurative, vieilles de 43 900 ans, à Célèbes. Ces migrations avaient été possibles car à l'époque, le niveau des mers était plus bas qu'actuellement. Des migrations avaient également pu avoir eu lieu directement de l'Asie vers la Nouvelle-Guinée et les îles Salomon.
Il y a 5 000 à 6 000 ans, le niveau des mers est remonté pour atteindre la situation actuelle, coupant ces populations du continent asiatique et empêchant d'autres migrations pour un certain temps.
Il y a 5 000 ans (3000 av. J.-C.), des habitants du littoral de la Chine du Sud, cultivateurs de millet et de riz, commencent à traverser le détroit pour s'installer à Taïwan. Vers 2000 av. J.-C., des migrations ont lieu de Taïwan vers les Philippines. De nouvelles migrations commencent bientôt des Philippines vers Sulawesi et Timor et de là, les autres îles de l'archipel indonésien. Vers 1500 av. J.-C., un autre mouvement mène des Philippines en Nouvelle-Guinée et au-delà, les îles du Pacifique. Les Austronésiens sont sans doute les premiers grands navigateurs de l'histoire de l'humanité[réf. nécessaire].
Le peuplement de l'Indonésie a donc deux origines, comme l'attestent les résultats d'une étude menée par des généticiens.
Des fouilles ont livré de nombreux objets de bronze dont la technique et la décoration montrent une influence de la civilisation de Dong Son du Viêt Nam (Xe – Ier siècles av. J.-C.).

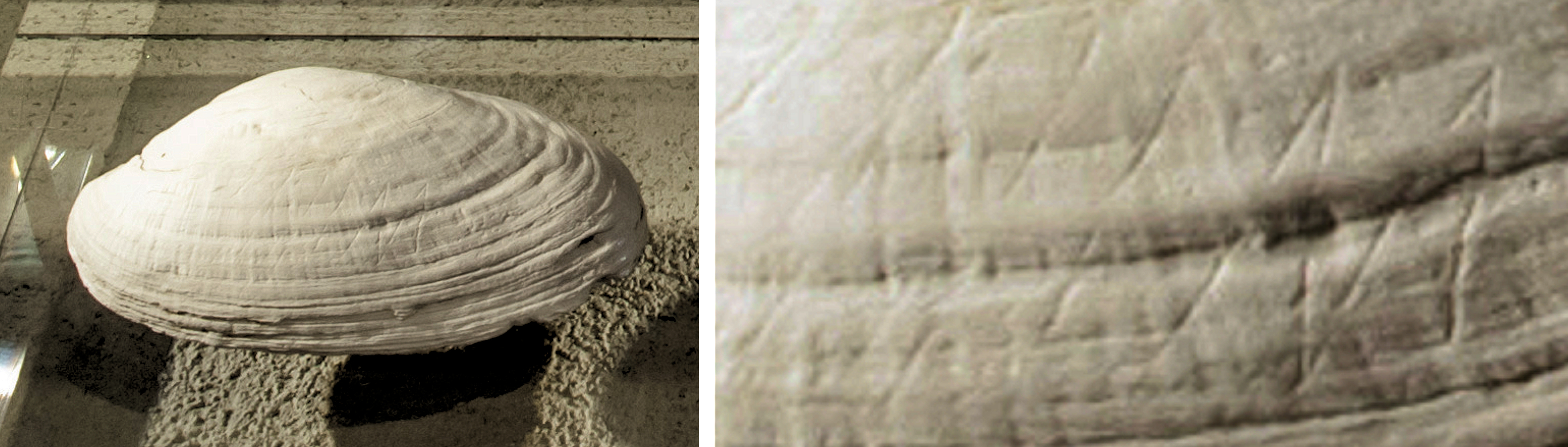
Coquillage gravé de Trinil
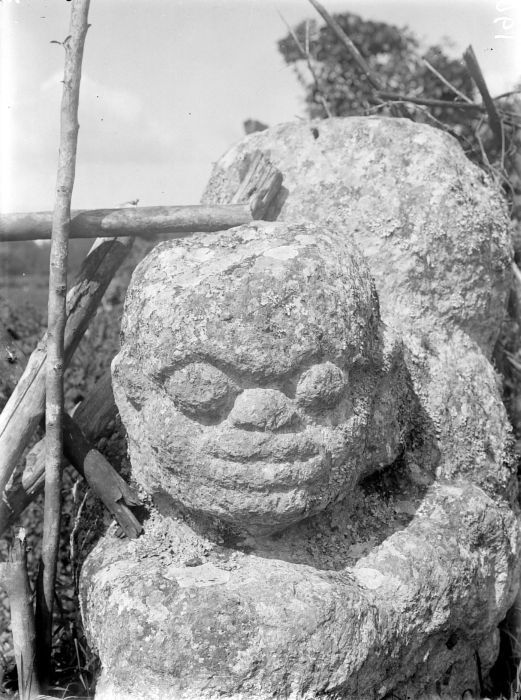
Tegurwangi Lama, Kota Pagaralam, Plateau de Pasemah (Sumatra)
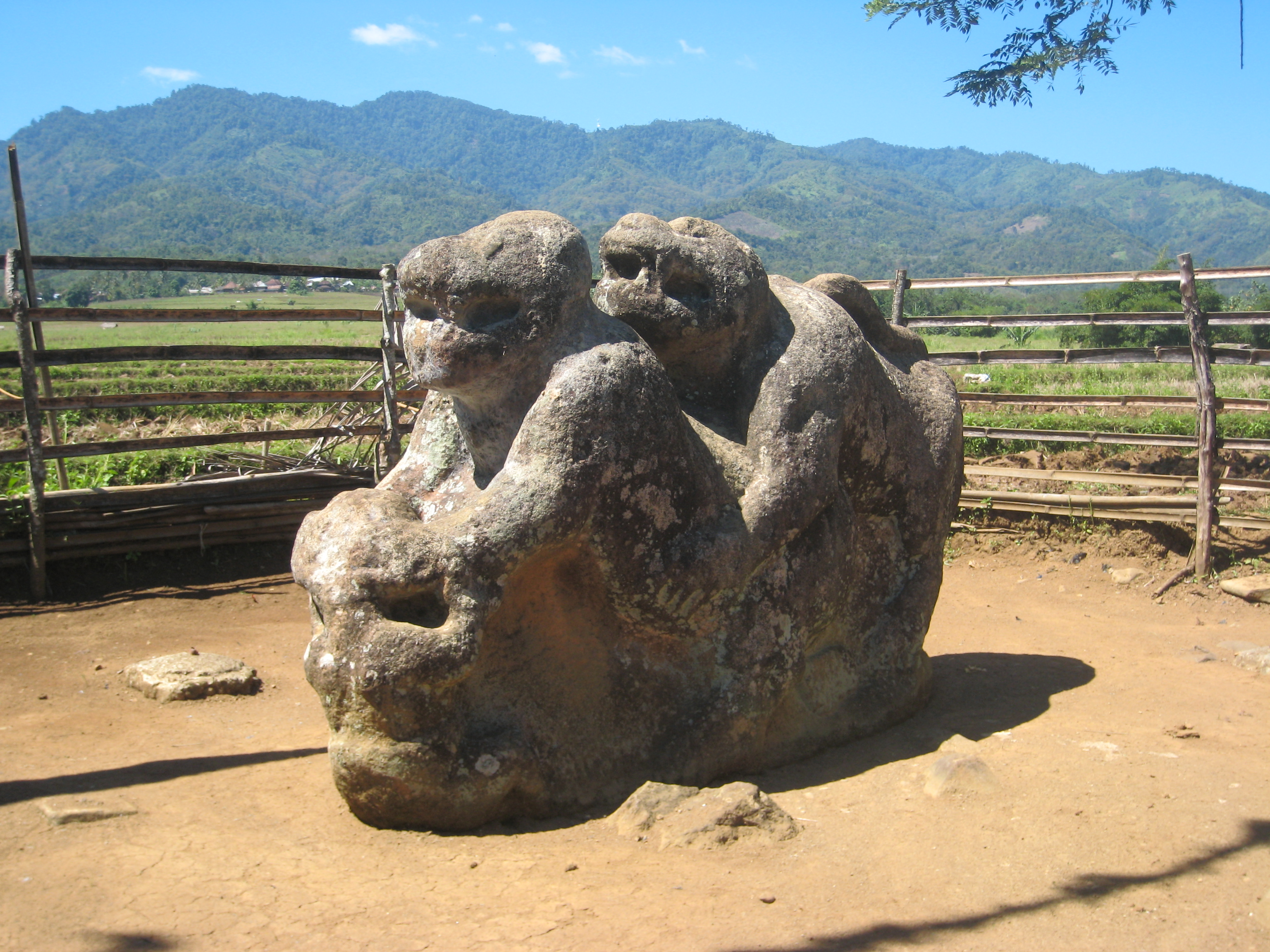
Arca Macan, Plateau de Pasemah (Sumatra)
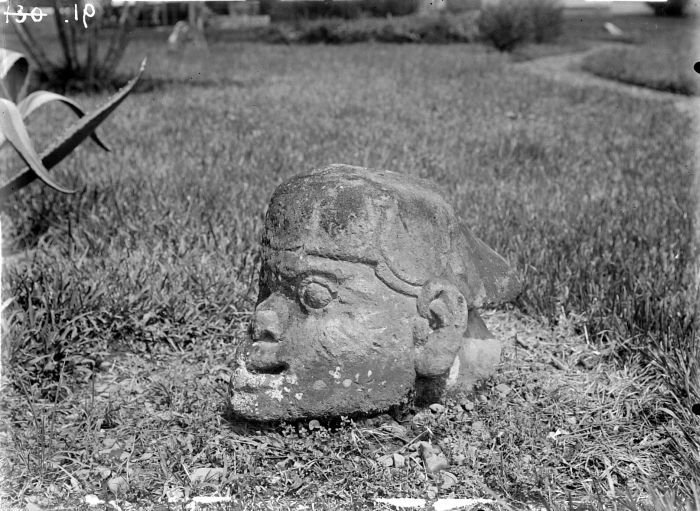
Pagaralam, Plateau de Pasemah (Sumatra)
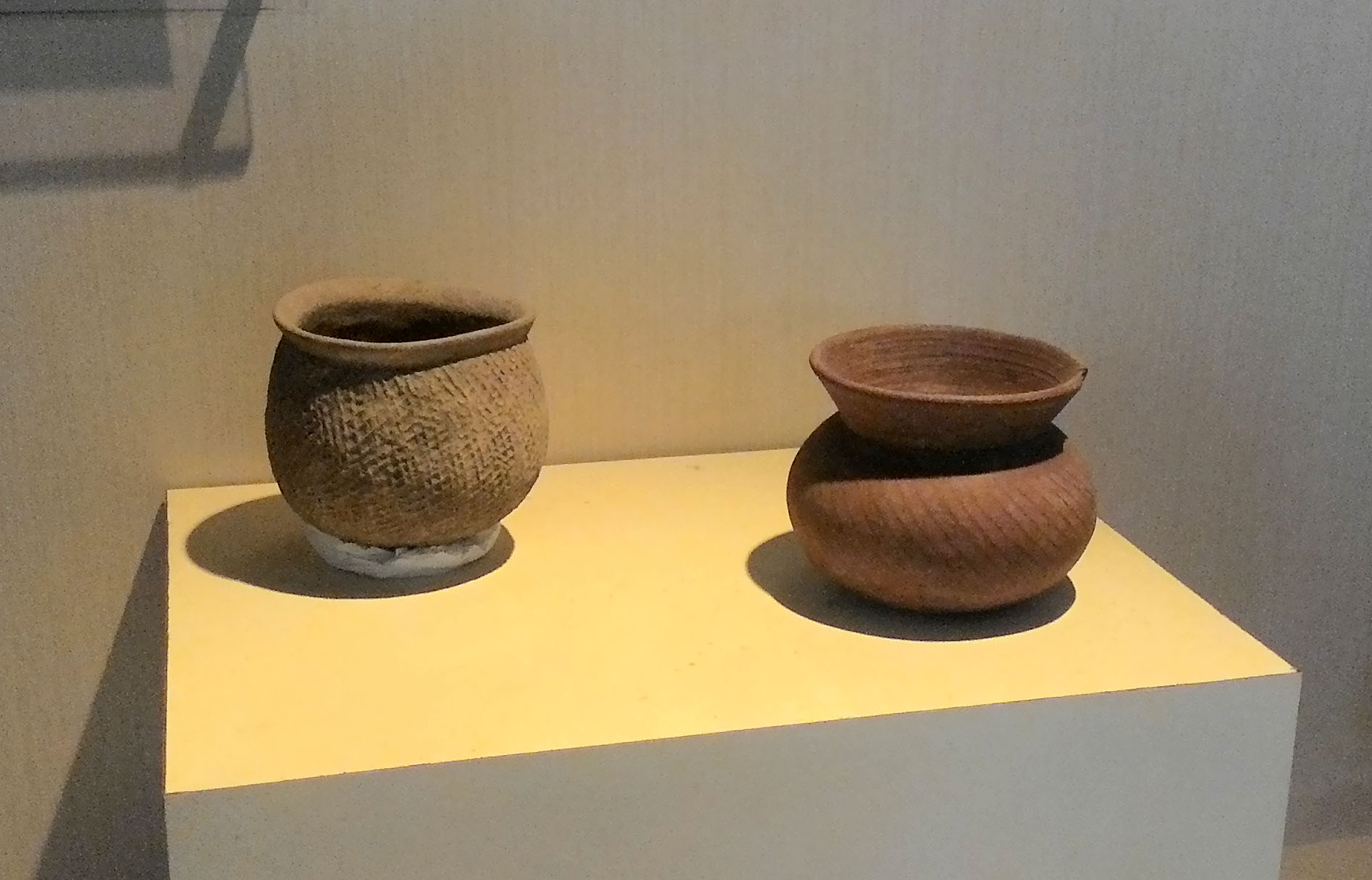
Culture Buni

- Humains archaïques en Asie du Sud-Est (en)
- Préhistoire de l'Asie du Sud-Est (en)
- Histoire génétique des Est-Asiens (en)
- Austronésiens
- Commerce dans l'océan Indien
- Culture philippine du jade (en)
- Parc archéologique de Cipari
- Site mégalithique de Gunung Padang
- Parc national de Lore Lindu
- Plateau de Pasemah
- Grotte de Liang Bua (Florès)
- Culture Buni

## Premières mentions (de -200 à +400)

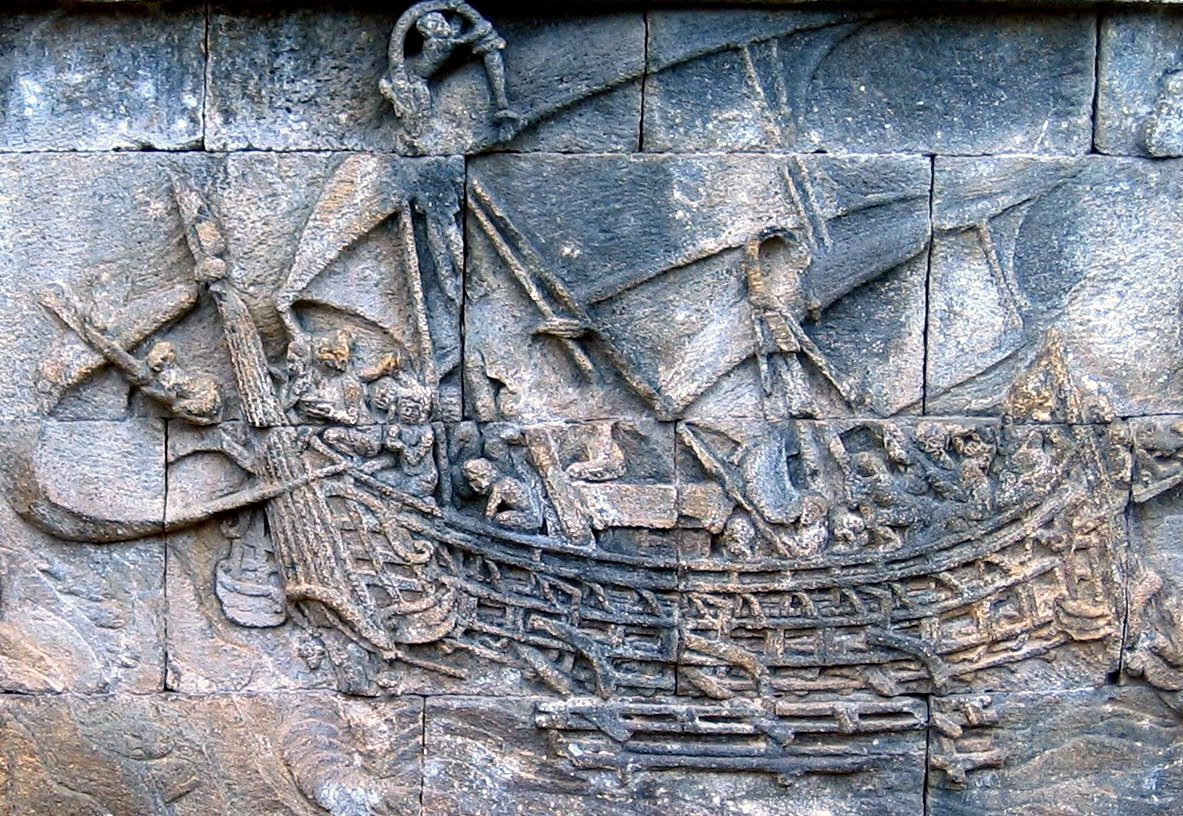
Bateau au temple de Borobudur (VIIIe)

L'épopée indienne du Rāmāyana, écrite entre le IIIe siècle av. J.-C. et le IIIe siècle apr. J.-C., mentionne les noms de Suvarnadvipa, "l'île de l'or", qui désigne sans doute Sumatra, et de Yavadvipa, "l'île du millet", c'est-à-dire Java.
Au Ier siècle apr. J.-C., l'ouest de l'archipel indonésien fait partie d'un réseau centré sur le royaume du Fou-nan dans le sud de l'actuel Viêt Nam, de cités-États portuaires qui commercent avec l’Inde et la Chine. Une interprétation de l'Histoire naturelle de Pline l'Ancien (23-79 apr. J.-C.) suggère que des bateaux à balanciers "indonésiens" venaient commercer sur la côte est de l'Afrique. Ptolémée (vers 90-168 apr. J.-C.) mentionne dans La géographie les noms de “Iabadiou”, c'est-à-dire Java, et “Malaiou”, c'est-à-dire Malayu dans l'est de Sumatra.
Des fouilles effectuées dans l'embouchure du fleuve Musi, en aval de Palembang dans le sud de Sumatra, aux alentours de 2000 ont révélé l'existence de deux sites portuaires qui dateraient du Ier siècle apr. J.-C. Les objets qu'on y a trouvés témoignent de relations commerciales avec la Chine et l'Inde.

## Période hindou-bouddhique (Ve-XVe)
La période classique indonésienne désigne la longue période (un  millénaire) d'indianisation de l'Indonésie, sans doute dès le IIIe siècle AEC, (hindouisme en Indonésie, bouddhisme en Indonésie) jusqu'à l'arrivée de l'islam en Indonésie (sans doute dès 800), et l'islamisation des populations achevée à la conversion du dernier dirigeant de la principauté de Blambangan en 1770.
La circulation des religions et des idées passe dans les deux cas par celui des marchandises : commerce international maritime.

Carte administrative 2020

- Royaume de Tarumanagara (200/358-669/689)
- Royaume de Kutai (399-1844, Bornéo)
- Royaume de Sriwijaya (650-1377)
- Royaume de Sunda (669-1032)
- Royaume de Galuh (669-1482)
- Royaume de Malayu (671-692, 1028–1347)
- Royaume/dynastie de Sailendra (760-860)
- Royaume de Kalingga (VIe-VIIe)
- Royaume de Bali (914–1908)
- Royaume de Kediri (1045–1222, 1292–1293)
- Royaume de Singasari (1222–1292)
- Royaume de Majapahit (1292–1527)

Les plus anciens documents écrits trouvés à ce jour[Quand ?] en Indonésie sont des inscriptions provenant de la région de Kutai dans la province de Kalimantan oriental. Rédigées en écriture pallava du sud de l'Inde, elles figurent sur quatre poteaux sacrificiels de pierre (appelés yupa en sanscrit, la langue des textes sacrés de l'hindouisme), qu'on estime dater des environs de 400 apr. J.-C.
Dans la région de Karawang à l'est de Jakarta, on a trouvé des inscriptions également écrites en sanscrit et en écriture pallava. Elles datent du Ve siècle apr. J.-C. et attestent l'existence d'un roi du nom de Purnawarman, dont le royaume, Tarumanagara, s'étendait dans cette région.
Une inscription datée de 683 apr. J.-C., découverte sur l'île de Bangka à côté de Sumatra, proclame que le souverain de Sriwijaya, à la tête de 20 000 soldats, a embarqué à bord de 1 300 vaisseaux. Des textes arabes et chinois confirment que Sriwijaya était un État puissant qui contrôlait le détroit de Malacca, à l'époque déjà une importante voie maritime. La cité-État de Sriwijaya se trouvait à l'emplacement de l'actuelle Palembang.
Une inscription trouvée à Canggal dans le centre de Java, et datée de 732 apr. J.-C., annonce que Sanjaya, seigneur de Mataram, a érigé un monument pour honorer Shiva. L'inscription dite « de Kalasan », également découverte dans le centre de Java et datée de 778, mentionne un roi Sailendra qui observe les rites bouddhiques. Les temples du centre de Java, construits entre les VIIIe et Xe siècles, sont de rite bouddhique comme Borobudur ou shivaite comme Prambanan, mais présentent parfois des éléments des deux rites, qui coexistaient.
Des inscriptions javanaises et des textes arabes montrent qu'aux IXe et Xe siècles Java, et sans doute d'autres parties de l'Indonésie actuelle, entretenaient des échanges commerciaux avec la côte est de l'Afrique. L'inscription de Kancana notamment, trouvée à Java oriental et datée de 860 apr. J.-C., mentionne, dans une liste de personnes dépendantes, le mot jenggi, "zeng". Un ouvrage arabe, les Merveilles de l'Inde, rapporte le témoignage d'un marchand du nom d'Ibn Lakis qui en 945, voit arriver sur la côte du Mozambique "un millier d'embarcations" montées par des Waq-Waq qui viennent d'îles « situées en face de la Chine » chercher des produits et des esclaves zeng. En arabe, Zeng ou Zenj désigne à l'époque les habitants de la côte est de l'Afrique.
Pour des causes encore mal élucidées, on ne trouve plus d'inscription dans le centre de Java à partir de la fin du Xe siècle. Une inscription de l'est de Java datée de 1041 dit que le roi Airlangga a installé son palais à Janggala, dans la région de l'actuelle Surabaya. Après sa mort, le centre du pouvoir reste dans l'est de Java, passant à Kediri, à Singasari et finalement au royaume de Majapahit, qui atteint son apogée sous Hayam Wuruk (qui règne de 1350 à 1389), assisté de son premier ministre Gajah Mada. Le Nagarakertagama, poème épique écrit en 1365 sous son règne, dresse une liste des "contrées tributaires" de Majapahit, qui outre Madura, Sunda et Bali, va de Pahang sur la péninsule Malaise à "Gurun" dans les Moluques, en passant par Malayu à Sumatra et "Bakulapura" à Bornéo. En réalité, le territoire réellement contrôlé par Majapahit se limitait à la moitié ouest de Java oriental, l'autre moitié constituant la Principauté de Blambangan. Après la mort de Hayam Wuruk, des querelles de succession entraînent le déclin de Majapahit, qui disparaît en 1478.

Sous-groupes malais
Expansion de l'hindouisme (Indosphère)
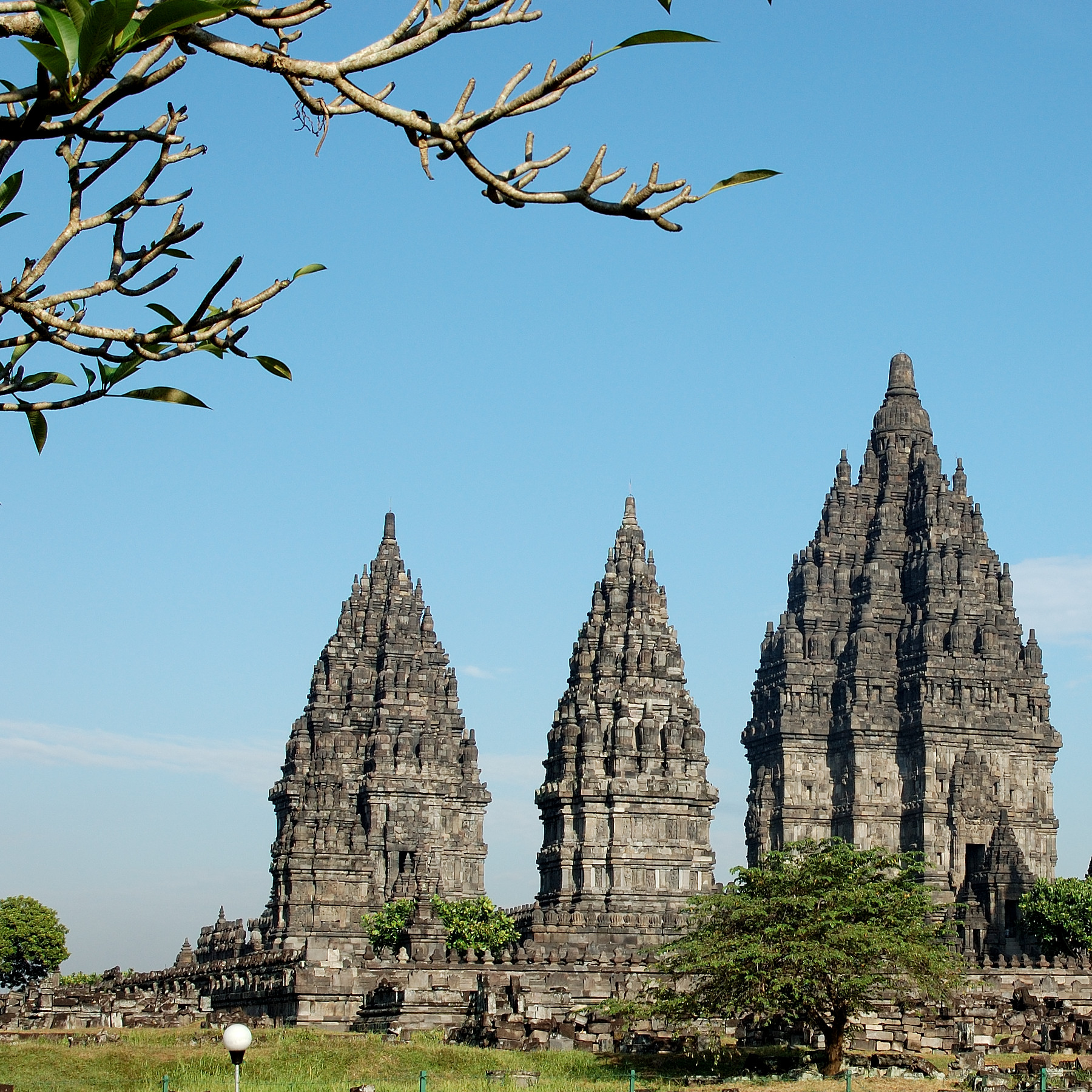
Prambanan à Java; construit pendant la dynastie Sanjaya de Mataram, est l'un des plus grands temples hindous d'Asie de sud est
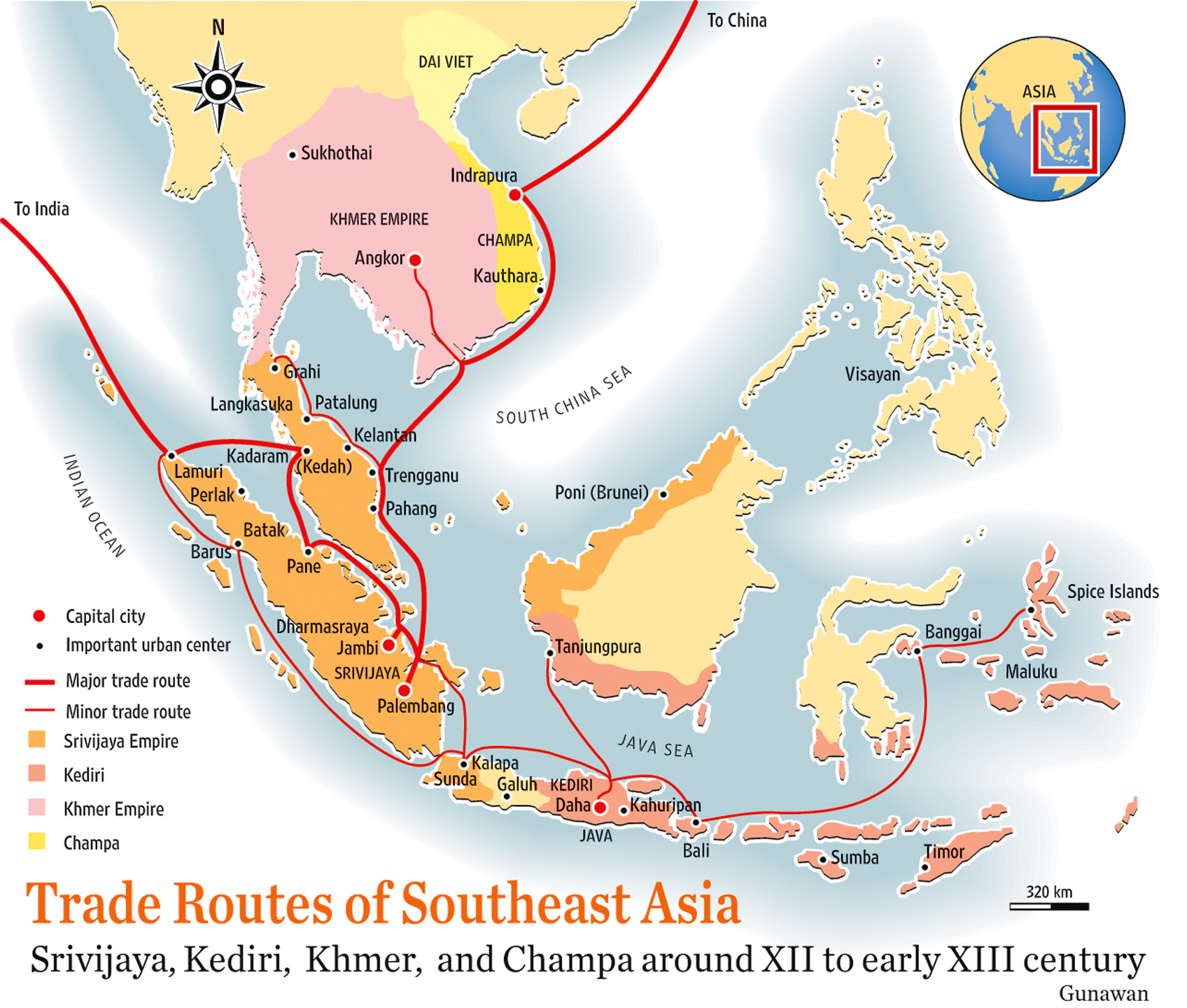
Routes commerciales en Asie du Sud-Est vers 1200
Expansion du royaume de Majapahit 1292-1500c

- Histoire de l'influence indienne en Asie du Sud-Est (dès 500 AEC)
- Indosphère
- Sanskritisation (en)
- Liste de royaumes, empires et dynasties hindous (en Inde et hors d'Inde) (en)

## Royaumes musulmans et arrivée des Européens (1300c-1800c)
L'islamisation progressive du pays (en) semble avoir débuté à Sumatra et Pasisir (côte Nord de Java), dans les milieux du commerce maritime.

### Malacca
Vers 1400, un prince bouddhiste de Palembang (sud de Sumatra) fonde le port de Malacca sur la péninsule malaise. Les souverains de Malacca se convertissent bientôt à l'islam. Le grand amiral chinois Zheng He (ou Cheng Ho), qui mène sept expéditions vers l'Inde, le Proche-Orient et l'Afrique de l'Est entre 1405 et 1433, fait plusieurs fois escale à Java. Musulman, Zheng He note la présence de communautés chinoises musulmanes dans les ports de la côte nord de Java, qu'on appelle le Pasisir.
- Sultanat de Malacca (1402–1511)

### Demak
À la fin du XVe siècle, un Chinois musulman du nom de Cek Ko-po fonde sur le Pasisir une principauté qui va devenir le royaume de Demak. Cette nouvelle puissance entreprend la conquête de la côte nord de Java, puis de Java oriental en 1527. L'expansion du commerce maritime du XVe au XVIIe siècle, l'essor des communautés chinoises et la diffusion de l'islam se traduisent par le développement urbain du Pasisir et l'émergence des États portuaires de l'archipel.
- Sultanat de Demak (1475–1554)

### Aceh
Faisant escale en 1292 à Perlak (id), une cité portuaire dans le territoire de l'actuelle province d'Aceh, Marco Polo constate que son souverain est musulman.
Le sultanat d'Aceh (1496c–1903) est fondé au début du XVIe siècle. Après la prise de Malacca par les Portugais en 1511, Aceh parvient à capter une part importante de l'activité qui avait fait la prospérité de Malacca. Le sultanat entreprend la conquête de la côte est de Sumatra productrice de poivre et d'or, qui selon Tomé Pires, un apothicaire portugais qui a vécu à Malacca de 1512 à 1515, n'est pas encore islamisée.
Dans les années 1560, Aceh établit des relations commerciales et diplomatiques avec l'empire ottoman. En 1602, une première expédition de la Compagnie anglaise des Indes orientales récemment créée fait escale en Aceh. Le sultanat va connaître son apogée avec Iskandar Muda (règne 1607-36). Iskandar défait une flotte portugaise à Bintan (île indonésienne voisine de l'actuelle Singapour) et conquiert Pahang et Kedah sur la péninsule. En 1629, Iskandar lance une flotte sur Malacca, qui est totalement détruite avec 19 000 hommes perdus. Après la mort d'Iskandar Muda, Aceh entame une période de déclin.

### Gowa
Selon la tradition orale des Makassar du sud de Sulawesi, le royaume de Gowa est né au XVe siècle du partage en deux de leur royaume entre Gowa et Tallo'. La première carte que les Portugais aient faite de Sulawesi, en 1533 ou 1534, ne mentionne pas le nom de Goa mais seulement celui de "Toloc", c'est-à-dire Tallo'. En 1544, un commerçant portugais de Malacca, Antonio de Paiva, mentionne le nom de "Goa". Selon des chroniques, vers 1530, le roi Matanré (règne 1510-47) entreprend la conquête des principautés voisines. Gowa contrôle le commerce de l'or produit dans le nord de Sulawesi, qu'il vend au sultanat de Ternate.
Le roi de Gowa se convertit à l'islam en 1605. Des campagnes de Gowa entre 1608 et 1611 finissent par imposer l'islam dans l'ensemble des pays bugis et makassar. La VOC établit un poste à Gowa en 1609. Le sultan Alauddin, peu désireux d'accepter un monopole des Néerlandais, traite avec des marchands asiatiques et européens. Une lutte s'engage entre les deux puissances, interrompues par des traités en 1637, 1655 et 1660. Le sultan Hasanuddin envoie des ambassades à Mataram dans Java, sans résultat.

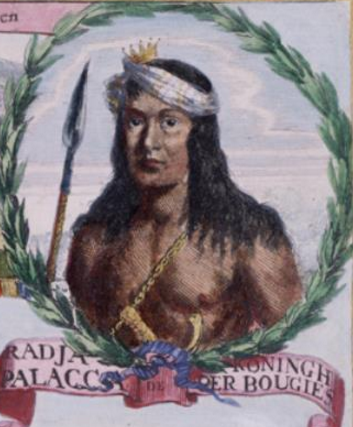
Portrait d'Arung Palakka par Romeyn de Hooghe (1669)

En 1660, le prince Arung Palakka du royaume bugis de Bone, devenu vassal de Gowa, se rebelle. La révolte est réprimée, mais les rebelles trouvent refuge auprès de la VOC à Batavia. En 1666, la VOC lance une flotte contre Gowa, avec à bord des troupes bugis et moluquoises. En 1667, les Néerlandais anéantissent la flotte de Gowa. Le sultan Hasanuddin finit par se rendre en 1669. Bone et les autres principautés bugis s'affranchissent de la suzeraineté de Gowa. La VOC expulse les autres Européens de Gowa. Les Néerlandais sont devenus la puissance européenne dominante dans la région, devant les Anglais et les Portugais, qui contrôlent toutefois encore Timor.
- Royaume de Gowa (1350/1360-1911)

### Banten
- Royaume de Banten (1526-1813)

Un premier État semble avoir été fondé à Banten en 932 apr. J.-C. Banten était l'un des débouchés maritime du royaume hindouiste de Pajajaran.
Selon la tradition, le sultanat de Banten a été fondé par Sunan Gunung Jati, l'un des neuf "saints" ou Wali Sanga qui, selon la légende, auraient propagé la foi musulmane à Java. Il serait né à Pasai, un ancien sultanat dans le nord de Sumatra, que Marco Polo avait également visité en 1292. Gunung Jati épouse une sœur de Trenggana, le souverain de Demak. En 1526, à la tête d'une armée, Gunung Jati attaque et conquiert Banten, qui s'était affranchi de Pajajaran. Maulana Yusuf, le troisième souverain de Banten, soumet Pajajaran en 1579, mettant fin au dernier royaume sundanais.

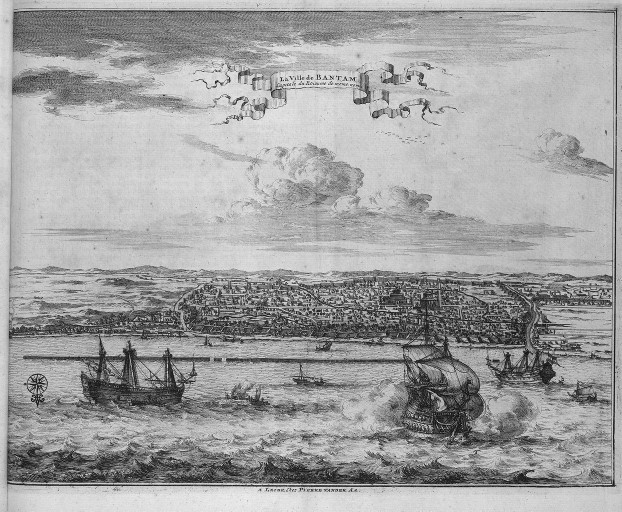
Vue de Banten au XVIIIe siècle

Au XVIIe siècle, Banten est un État prospère, grâce à la culture du poivre, une de ces épices si prisées qui ont valu l'arrivée des Européens dans l'archipel indonésien. Les Anglais y établissent un poste de commerce permanent en 1603. Deux ambassadeurs de Banten sont reçus à la cour d'Angleterre en 1682. Outre une partie de Java Ouest, le sultanat contrôle ce qui constitue l'actuelle province de Lampung dans le sud de Sumatra. Les Néerlandais finissent par imposer leur suzeraineté au sultanat.
En 1813, Banten est intégrée au territoire des Indes néerlandaises. Son dernier sultan est envoyé en exil à Surabaya par les Néerlandais en 1832.

### Mataram
- Ancien royaume de Mataram (716-1016), Sultanat de Mataram (1577–1755)

L'assassinat du sultan de Demak en 1568 marque la fin de la prééminence des cités du Pasisir, qui aura duré à peine un demi-siècle. En 1577, Ki Gede Pamanahan, seigneur de Mataram, dont le nom semble être resté depuis l'époque de la dynastie Sanjaya (VIIIe siècle) installe sa résidence à Kota Gede (aujourd'hui un quartier de la ville de Yogyakarta). Son fils Senopati (règne 1584-1601) entreprend une série de campagnes militaires contre les principautés du centre de Java et du Pasisir, affirmant l'autorité de ce « deuxième Mataram ».
Le petit-fils de Senopati (règne 1613-1646) poursuit l'œuvre de conquête de ses prédécesseurs en s'attaquant d'abord à Java oriental, puis Java Ouest. Mataram échoue à prendre Batavia, fondée en 1619 par la VOC (Vereenigde Oostindische Compagnie ou « Compagnie néerlandaise des Indes orientales »), après deux tentatives de siège en 1628-29.
Royaume de l'intérieur, Mataram contraint les principautés du Pasisir à détruire leurs flottes et leur interdit le commerce maritime. Son roi prend le titre de Sultan Agung, "le grand sultan", en 1641.
Après la mort du Sultan Agung, Mataram entame son déclin. Le royaume est miné par des guerres de successions dont les Néerlandais tirent parti. Pour financer leurs campagnes contre les princes rebelles, les rois de Mataram s'endettent auprès de la VOC en mettant en gage leurs territoires du Pasisir. En 1755, le traité de Giyanti, imposé par les Néerlandais aux princes javanais, met fin aux guerres de successions javanaises. Les derniers princes de Blambangan se convertissent à l'islam vers 1770 et prêtent allégeance à la VOC. Java est maintenant entièrement sous contrôle néerlandais.

### L'épisode portugais (1508-1650)
Le 11 septembre 1508, le Portugais Diogo Lopes de Sequeira arrive à Malacca. Il y rencontre des Chinois. Le sultan Mahmoud Syah conclut d’abord un traité d’alliance et autorise l’installation d’une factorerie, puis sous l’influence des marchands maures, il ordonne le massacre des Portugais. La plupart en réchappent, peut-être après avoir été informés par les Chinois. Quelques-uns sont faits prisonniers. Malacca est alors une cité cosmopolite où se croisent Chinois, Siamois, Arabes, Perses, Goujaratis, Bengalis, Malais, Arméniens, venus échanger or et argent de Luzon, macis de Banda, bois de Timor, tissus des Indes, poivre de Malabar, camphre de Bornéo, porcelaines de Chine, argent du Japon, rubis de Ceylan ou de Pegu en Birmanie, épices, parfums, perles, diamants…
En août 1511, une flotte portugaise, partie de Goa en Inde sous le commandement du vice-roi Afonso de Albuquerque, s'empare de Malacca, qui était devenu le plus grand port d'Asie du Sud-Est, une sorte de précurseur de l'actuelle Singapour. La famille royale de Malacca se réfugie dans le sud de la péninsule et fonde Johore. Elle conserve son emprise sur les États malais et les côtes de Sumatra. La prospérité de Malacca repose sur un réseau commercial dans lequel les Portugais n'arrivent pas à s'intégrer. La ville périclite rapidement.
En 1512, Albuquerque envoie Antonio de Abreu aux îles Banda. Francisco Serrão l'accompagne. Il doit éviter toute démonstration militaire et n’apparaître que comme un commerçant. Son navire fait naufrage à Ambon, mais il le remplace par une jonque et atteint Ternate et reste neuf années aux Moluques. Il devient conseiller du sultan de Ternate.
Les Espagnols de l'expédition de Magellan, après avoir traversé le Pacifique, atteignent à leur tour les Moluques le 8 novembre 1521. Ils sont bien accueillis par le sultan de Tidore, heureux de nouer des relations commerciales et de faire pièce aux Portugais. Les Espagnols chargent leurs cales de girofle et de muscade.
Un comptoir portugais est installé à Ternate le 24 juin 1522. Le 21 août suivant, un traité est signé entre les Portugais de Malacca et le royaume de Pajajaran (1333–1579) dans l'ouest de l'île de Java. Avec le traité de Saragosse signé le 22 avril 1529, les Philippines reviennent à l’Espagne, qui abandonne les Moluques au Portugal.
Les Portugais ne peuvent contrôler leurs bases territoriales et la production des épices. À Sumatra, ils passent des accords avec le sultan d'Aceh qui leur fournit du poivre. À Java, ils doivent composer dans l’est de Java avec le royaume de Demak, qui doit céder ses ports mais demeure indépendant. L’ouest de Java est tenu par le sultanat de Banten, qui est le plus grand entrepôt de poivre de l’Indonésie. Les deux tentatives que font les Portugais pour s’en emparer échouent et ils doivent se contenter là aussi de passer des accords commerciaux. À Bornéo, les Portugais interviennent moins et le sultan de Brunei élargit dans le nord-est de l’île ses possessions et la zone d’extension de l’islam. Dans les Moluques, les Portugais passent des accords avec le souverain de Ternate et les missionnaires obtiennent des conversions nombreuses à Ambon, Halmahera et à Ternate.

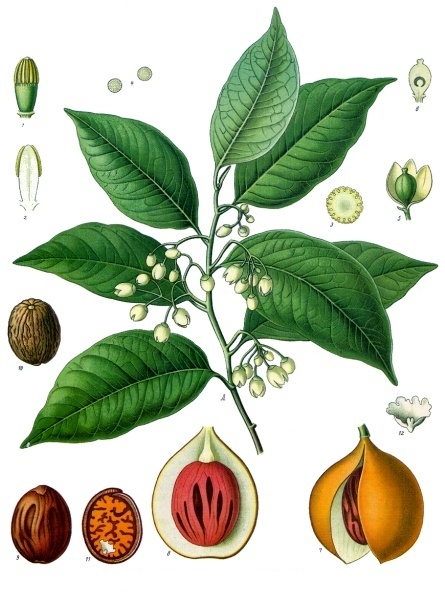
Le Muscadier provient des Îles Banda, en Indonésie.

Le giroflier pousse dans les Moluques (Ternate, Tidore, Halmahera) et le muscadier à Amboine et dans les îles Banda. La spéculation sur les épices, ancienne, apporte de substantiels bénéfices. Des Moluques à Malacca, le prix des clous de girofle décuple. Ce commerce est avant tout pratiqué, dans l’Océan Indien et les mers indonésiennes, par les commerçants de Java et du Gujerat. Les Portugais vont tenter d’établir des relations directes et d’acquérir le monopole des transactions. Les princes indonésiens sont obligés de réserver leurs épices aux Portugais. Les surplus sont détruits pour maintenir les cours. Les épices sont payées en or non monnayé d’Afrique, que l’on se procure par l’échange de cotonnades et de produits de l’artisanat indien. Les commerçants arabes conservent un rôle important dans l’Océan Indien et la mer Rouge (poivre). Les Portugais ne peuvent évincer les Espagnols de Manille (1571) qui poussent jusqu’aux Moluques.
En 1570, les Portugais assassinent le sultan Harun de Ternate. Son successeur Babullah parvient finalement à les expulser en 1575. En 1580, l'Anglais Francis Drake fait escale à Ternate, dont il rapporte d’importantes cargaisons. Il crée ainsi le premier établissement anglais d’outre-mer. Son compatriote Thomas Cavendish traverse l’archipel indonésien en 1586. L’arrivée de nouveaux Européens en Indonésie fait monter le prix des épices, qui semble avoir triplé depuis l’arrivée des Portugais.
L’annexion du Portugal par l’Espagne (1580) rend difficile aux commerçants des Pays-Bas, indépendants en 1581, de s’approvisionner en épices à Lisbonne pour les redistribuer en Europe. Ils cherchent de nouvelles voies pour parvenir aux Indes orientales, mais échouent et devront utiliser la route ouverte par les Portugais. Le Néerlandais Cornelius Houtmann dirige une première expédition à Banten (Java) pour le compte de la compagne Van Verre. Il part le 2 avril 1595 et atteint Banten quinze mois plus tard. Un traité est conclu avec le sultan, et le voyage se poursuit jusqu’à Bali. Inquiets, les Portugais envoient une flotte de Goa à Banten, qui arrive trop tard, alors que les Néerlandais sont partis. Attaqués par le sultan de Banten, elle doit se réfugier à Malacca. Les Pays-Bas sont enthousiastes et se préparent à organiser de nouvelles expéditions. En 1601, les Hispano-portugais sont chassés de la rade de Banten et les Néerlandais peuvent y organiser leur première « loge » javanaise.
Aux Moluques, les Néerlandais de la VOC (Vereenigde Oostindische Compagnie ou Compagnie néerlandaise des Indes orientales, fondée en 1602) prennent un premier fort aux Portugais à Ambon en 1605. Ils finissent par les chasser de l'est de l'archipel vers 1620, puis s'emparent à leur tour de Malacca en 1641.
Dans les Petites îles de la Sonde, les Portugais établissent au début du XVIIe siècle une forteresse à Kupang dans l'ouest de l'île de Timor, mais l'abondonnent. La VOC arrive dans l'île en 1613 et occupe Kupang en 1653.

### La VOC (1602-1799)
La Compagnie néerlandaise des Indes orientales (Vereenigde Oostindische Compagnie, VOC) est fondée en 1602. Alliée au royaume de Hitu (nl), elle évince les Portugais des Moluques en 1605. À la recherche d'un établissement à Java, la compagnie installe un poste à l'embouchure du fleuve Ciliwung, dans les faubourgs de Jayakarta, vassal de Banten. En 1619, elle s'empare de Jayakarta, détruit la cité et fonde sur ses ruines Batavia.
En 1628 le prince sundanais Dipati Ukur, à la tête d'une armée de 6 000 hommes, attaque Batavia. Devant la supériorité technique des Néerlandais, les Sundanais doivent battre en retraite. Les Néerlandais se lancent dans une traque et finiront par capturer le prince. Ils le livrent au roi de Mataram, qui le fait décapiter. De son côté Mataram fait par deux fois le siège de Batavia, sans succès.
À la fin du XVIIIe siècle, la compagnie contrôle les Moluques, le sud de Sulawesi et la moitié de Java.
En 1795, le stadhouder (gouverneur) des Provinces-Unies Guillaume V d'Orange-Nassau se réfugie en Angleterre devant l'invasion des armées françaises. D'Angleterre, il envoie une série d'instructions à ses administrateurs pour qu'ils cèdent les territoires néerlandais à l'Angleterre pour qu'ils ne tombent pas aux mains des Français.
En 1799, la VOC est déclarée en faillite. Ses actifs sont repris par le gouvernement des Pays-Bas.

Logo de la Compagnie néerlandaise des Indes orientales
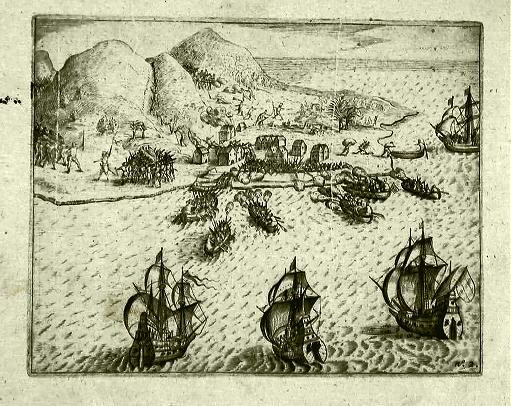
Victoire des Néerlandais, alliés au royaume de Hitu (nl), sur les Portugais en 1605
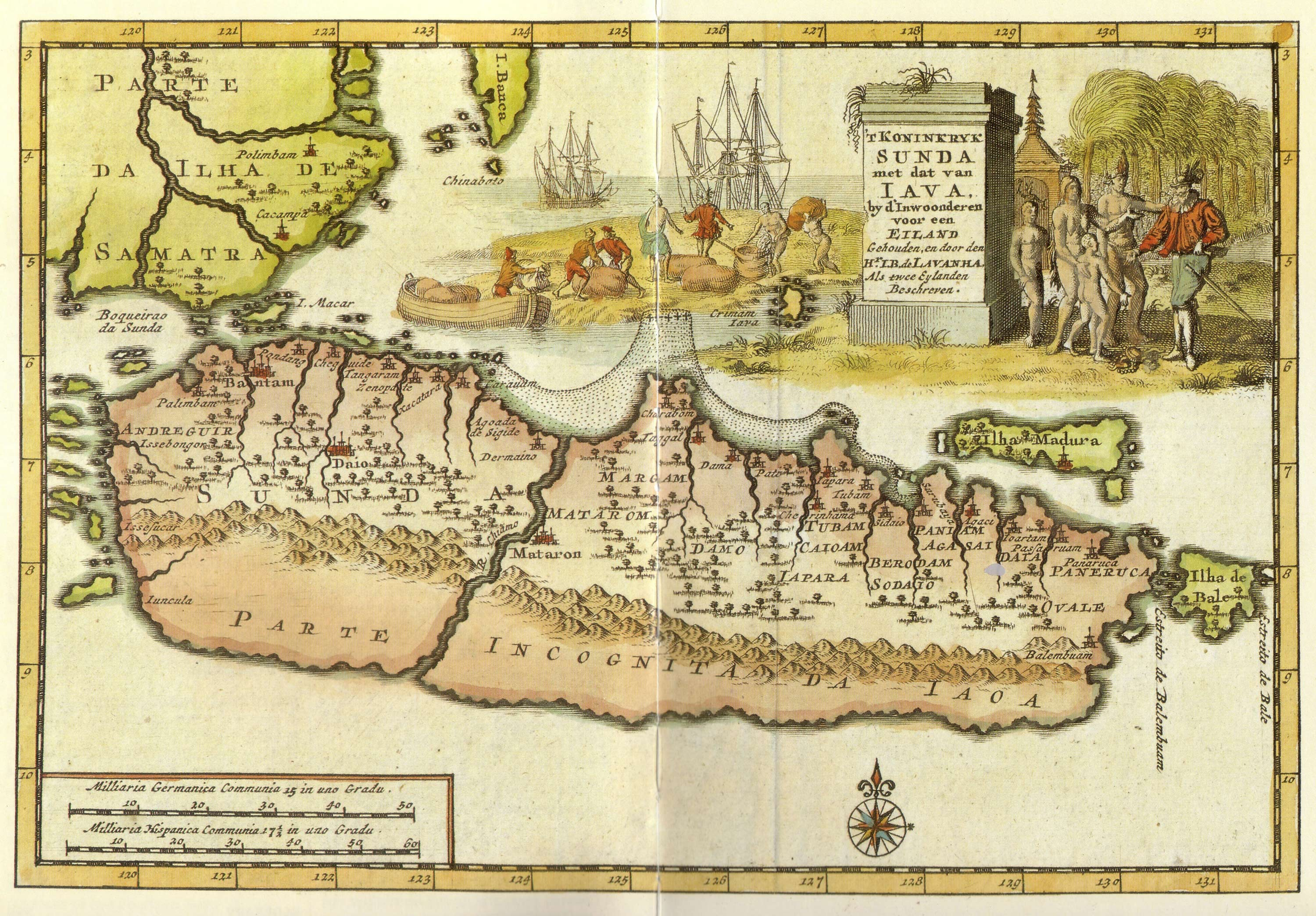
Carte néerlandaise au début du XVIIIe siècle ne montrant que le Pasisir

## Les Indes néerlandaises (1799-1942)
En 1825, un prince de la cour de Yogyakarta, Diponegoro, qui conteste la désignation par les Néerlandais de son neveu comme sultan, prend les armes. Il s'ensuit une guerre qui ne prendra fin qu'en 1830 avec la capture de Diponegoro, que les Néerlandais avaient convié à une négociation. La guerre de Java a fait 15 000 morts dans l'armée néerlandaise et plus de 200 000 dans la population javanaise (un recensement effectué vers 1815 estimait la population totale de Java à un peu plus de 4 millions d'habitants).
Java désormais pacifiée, les Néerlandais peuvent commencer la mise en valeur économique de l'île. Le gouverneur van den Bosch met en place un système de cultures forcées (cultuurstelsel) par lequel les paysans devaient consacrer 20 %, puis 33 % de leurs terres à des cultures commerciales. Les abus de ce système finissent par être dénoncés aux Pays-Bas mêmes. Le système est graduellement abandonné. La loi agraire de 1870 ouvre Java à l'entreprise privée.
Le Traité de Londres de 1824 entre les Anglais et les Néerlandais accorde à ces derniers le contrôle des territoires revendiqués par les Européens au sud de Singapour, fondée en 1819 par Thomas Stamford Raffles. Il consacre la division de monde malais en deux parties, l'une intégrée dans les Indes néerlandaises, l'autre dans ce qui deviendra la "British Malaya" et à l'indépendance, la fédération de Malaisie.
À Bali, au début du XIXe siècle, l'économie dépend encore essentiellement de l'exportation d'esclaves. Les Néerlandais sont plutôt soucieux de mettre fin à la piraterie et au pillage d'épaves, autre activité lucrative des Balinais. En 1846, les Néerlandais attaquent le royaume de Buleleng dans le nord de Bali et y installent des administrateurs, ainsi que dans l'ouest de l'île. De 1846 à 1906, les Néerlandais attaquent et soumettent successivement les différents royaumes balinais. Le dernier est Badung dans le sud de l'île, dont les familles royales, plutôt que de se rendre, commettent le puputan, marchant vers les Néerlandais qui tirent jusqu'à ce que tous soient morts.
En 1820, Aceh produit plus de la moitié du poivre mondial. Européens et Américains profitent de la concurrence que se livrent les différents princes qui leur vendent ce poivre. Un de ces princes, Tuanku (monseigneur) Ibrahim, émerge comme le plus puissant d'entre eux. En 1854, il lance une expédition et soumet les sultanats de Langkat, Deli et Serdang, menaçant les Néerlandais, qui occupent déjà le reste de Sumatra. En 1871, les Néerlandais signent avec les Anglais le traité de Sumatra. Les Néerlandais cèdent leurs possessions en Afrique de l'Ouest aux Anglais. En échange, ils ont les mains libres pour Aceh. En 1873, le consul américain à Singapour rencontre un émissaire d'Aceh pour discuter d'un traité entre les deux pays. Les Néerlandais décident d'attaquer Aceh. Commence la longue guerre d'Aceh. Le sultan Daud Shah se rend en 1903, mais les ulama, chefs religieux, poursuivent la résistance. Les Indes néerlandaises atteignent leur forme définitive en 1908.
En 1899, un juriste néerlandais, qui avait vécu « aux Indes » de 1880 à 1897, publie un article intitulé Een eereschuld ("Une dette d'honneur"). Il explique que les Pays-Bas ont une dette envers les Indisch (indigènes des Indes orientales néerlandaises) pour toutes les richesses qu'ils en ont extraites. En 1901, la reine Wilhelmine annonce le début de la « Politique éthique » reposant sur trois principes : éducation, irrigation, émigration.

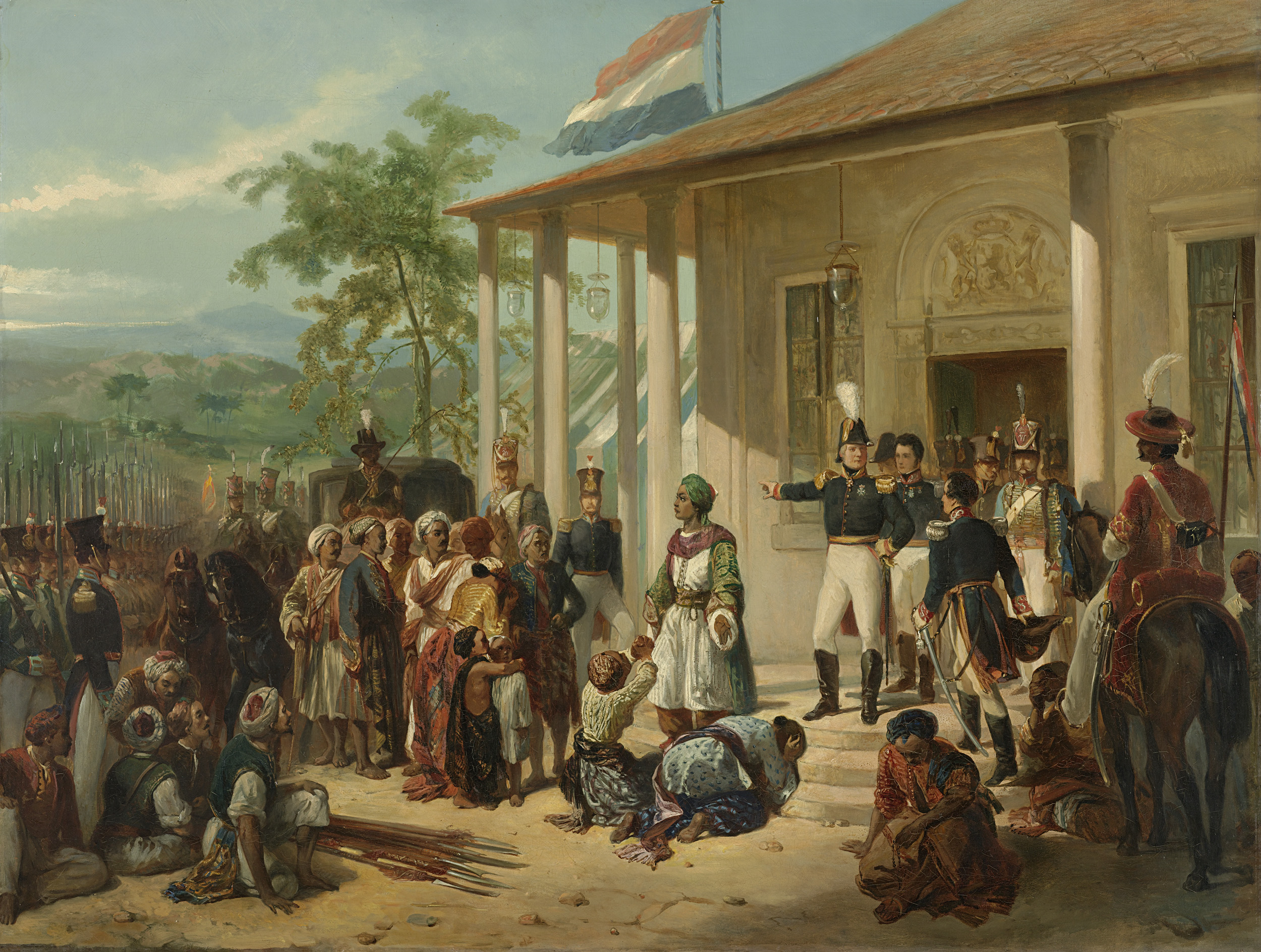
L'arrestation du prince Diponegoro (peinture de Nicolaas Pieneman au Rijksmuseum Amsterdam)
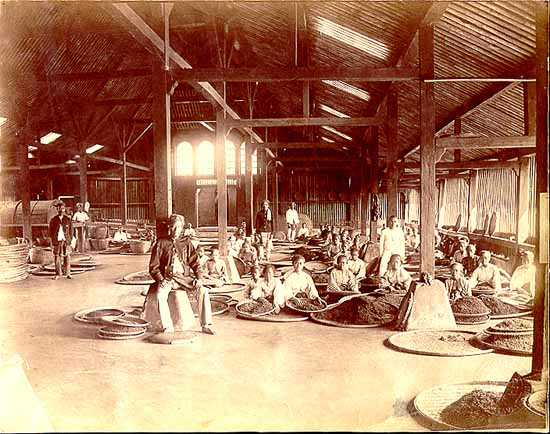
Usine de thé à Jakarta dans les années 1860
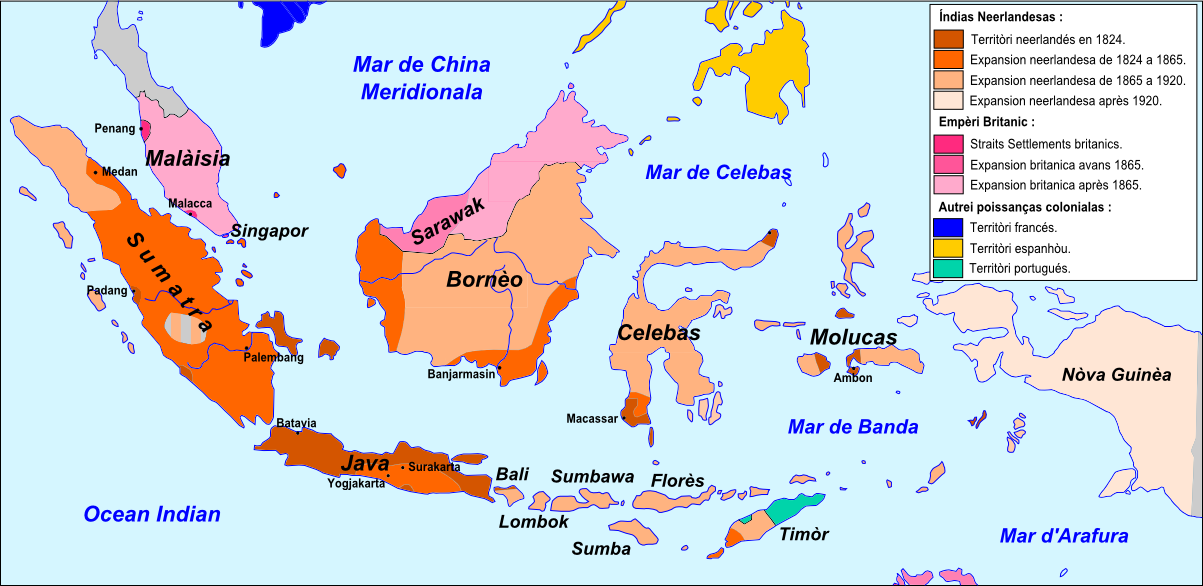
Indes orientales néerlandaises
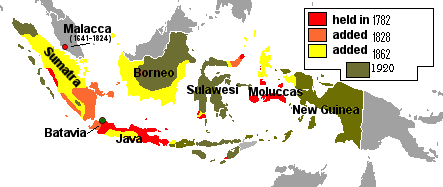
Indes orientales néerlandaises

- Indes orientales néerlandaises (1800-1949)
- Guerre anglo-néerlandaise de Java (1810-1811)
- Guerre d'Aceh (1873-1904)

## Naissance dunationalisme indonésien(1908-1942)
La défaite des Russes devant les Japonais à Port-Arthur en 1905 a un retentissement extraordinaire à travers l'Asie de l'Est, détruisant le mythe de l'invincibilité des Occidentaux. En 1908, des étudiants de la petite noblesse javanaise fondent le Budi Utomo. On considère cet événement comme l'acte de naissance du mouvement national indonésien. En 1911, des marchands de batik javanais fondent le Sarekat Islam. L' Indische Sociaal-Democratische Vereeniging ("union social-démocrate des Indes"), future Parti communiste indonésien, est fondée en 1914. Soekarno et d'autres étudiants de l'École technique de Bandung fondent le PNI (Partai Nasional Indonesia, "parti national indonésien"). En 1927 Mohammad Hatta, qui étudiait l'économie aux Pays-Bas, et trois autres étudiants indisch sont arrêtés en raison de leurs activités politiques. Lors de leur procès, Hatta prononce un réquisitoire contre la domination néerlandaise, justifiant le nationalisme indonésien, qui sera publié sous le titre "Indonesië Vrij" ("Indonésie libre").

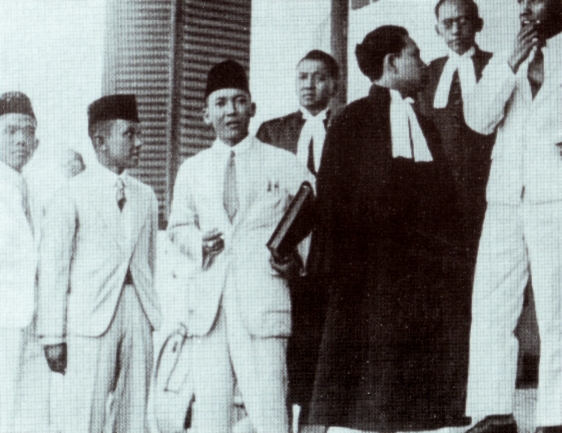
Soekarno à son procès en 1930

À travers les Indes néerlandaises, des étudiants et des jeunes fondent des associations, qui se réunissent en congrès en 1928 pour prononcer le « Serment de la Jeunesse » par lequel ils déclarent adopter trois idéaux : une patrie, l'Indonésie, une nation, la nation indonésienne, une langue, l'indonésien. Les années 1930 sont une période mouvementée, durant lesquelles les dirigeants du mouvement nationaliste Hatta (1902-1980), Sjahrir (1909-1966), Soekarno (1901-1970) et d'autres, sont arrêtés.

## Occupation japonaise des Indes néerlandaises et proclamation de l'indépendance de l'Indonésie (1942-1945)

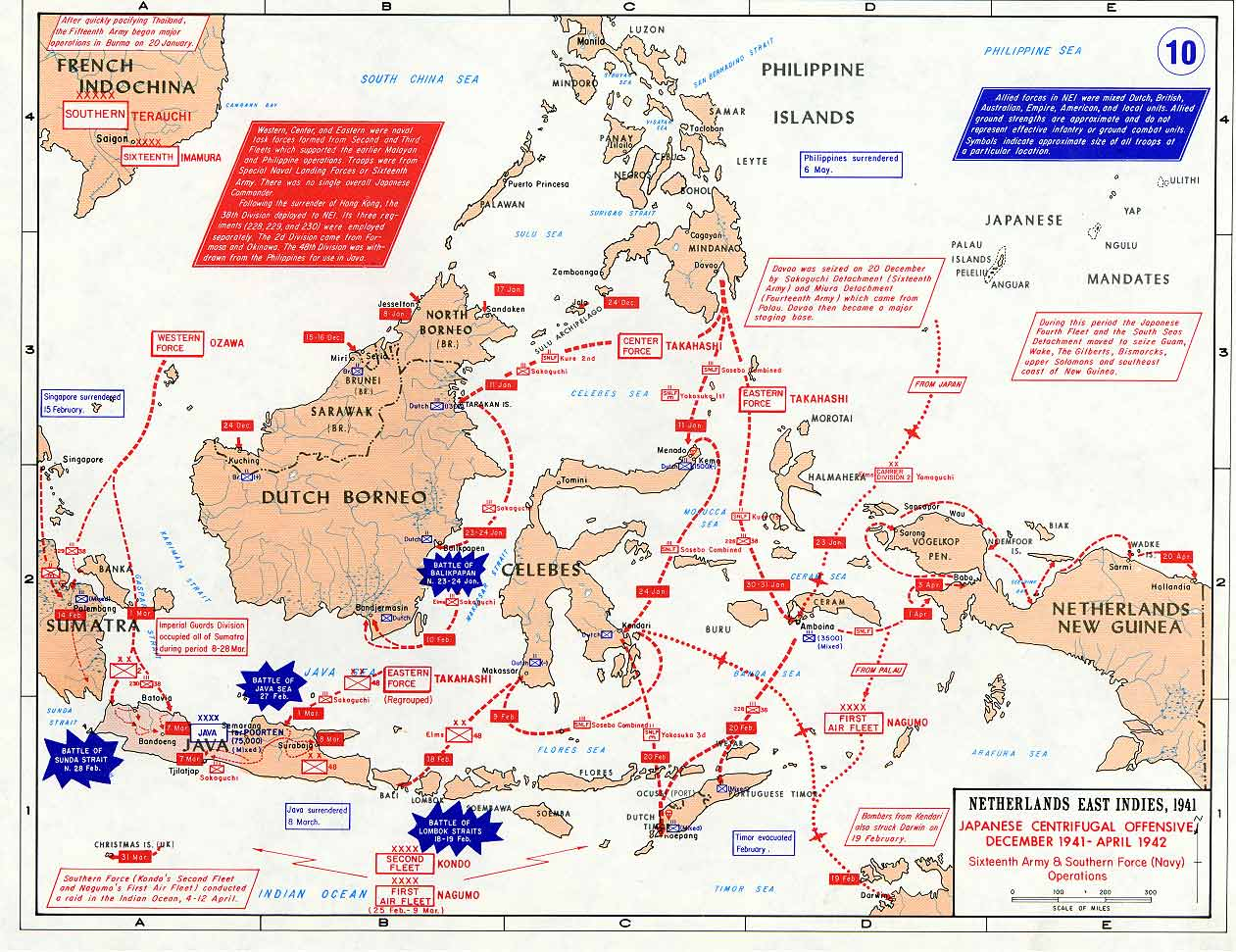
Pacifique-Ouest 1941

- Expansionnisme du Japon Shōwa (1926-1945)
- Sphère de coprospérité de la Grande Asie orientale
- Seconde guerre sino-japonaise (1937-1945)
- Théâtre du Pacifique Sud-Ouest de la Seconde Guerre mondiale (1941-1945)
  - Théâtre du Pacifique de la Seconde Guerre mondiale (1941-1945)
- Invasion des Indes orientales néerlandaises (1941-1943)
- Occupation japonaise des Indes néerlandaises (1942-1945)
  - Invasion de Bornéo (1941-1942), occupation japonaise de Bornéo (1941-1945)
- Révolution nationale indonésienne (1945-1949, Revolusi)
- Crimes de guerre du Japon Shōwa, Tribunal militaire international pour l'Extrême-Orient (1946)

Le 7 juillet 1937, le Japon, qui occupe déjà la Corée et le Manchukuo, envahit la Chine, amorçant sa conquête de l'Extrême-Orient. 
En Europe, les troupes allemandes envahissent les Pays-Bas le 10 mai 1940, après avoir déclenché la Seconde Guerre mondiale.
Les Japonais ont des visées sur les Indes néerlandaises et leurs ressources naturelles. 
La colonie néerlandaise fait partie de leur vision d'une sphère de coprospérité de la grande Asie orientale. 
Le 7 décembre 1941, les Japonais attaquent Pearl Harbor. 
Le 10 janvier 1942, ils débarquent dans les Indes néerlandaises. Les troupes néerlandaises se rendent le 8 mars 1942. 
C'est la fin de la domination néerlandaise.
La première préoccupation des Japonais est de réorganiser l'économie des Indes néerlandaises au profit de leur économie de guerre. Mais pour cela, ils ont besoin de mobiliser les masses, notamment javanaises. 
Soekarno décide de faire le jeu de l'occupant, persuadé de pouvoir en tirer parti. 
Il participe ainsi à la création du "Centre du Pouvoir Populaire" (PUTERA dans son acronyme indonésien) en 1943. 
Les Japonais créent également une armée de volontaires indonésiens, les "défenseurs de la patrie » (PETA) autorisée par les Japonais.
L’occupation japonaise va être extrêmement dure pour les Indonésiens. 
Elle se traduit par de multiples exactions et crimes à l'encontre des populations civiles, s'étendant de l'esclavage sexuel aux travaux forcés et au cannibalisme. 
Des milliers d’Indonésiens sont ainsi enrôlés comme romusha (travailleurs de force). 
Non seulement les matières premières, raison pour laquelle le Japon convoite les Indes néerlandaises, mais aussi les produits agricoles et alimentaires, sont expédiés hors d’Indonésie pour soutenir l’effort de guerre japonais. 
Les Indonésiens vivent dans la pénurie et les privations. 
Les rapports officiels font état de la mort de près de 4 millions de personnes. 
Trois ans et demi d’occupation japonaise sont ainsi qualifiés par certains Indonésiens comme pires que trois siècles et demi de domination néerlandaise.
Le 29 avril 1945, jour anniversaire de l'empereur, alors que les Américains reprennent progressivement contrôle du Pacifique, les Japonais créent un Badan Penyelidik Usaha Persiapan Kemerdekaan Indonesia (« organisation pour l'investigation sur les efforts de préparation de l'indépendance de l'Indonésie » ou BPUPKI, en japonais Dokuritsu Junbi Chôsakai). 
Il tient deux sessions plénières, la première du 28 mai au 1er juin et la seconde du 10 au 17 juillet. 
Le 22 juin, le comité signe un document intitulé Piagam Jakarta, la « charte de Jakarta », qui énonce ces bases. Cette charte résulte d’un compromis entre les « musulmans », c'est-à-dire ceux qui souhaitent faire de l’islam un élément constitutif de la nation, et les « nationalistes », qui ne souhaitent pas le mettre en avant.

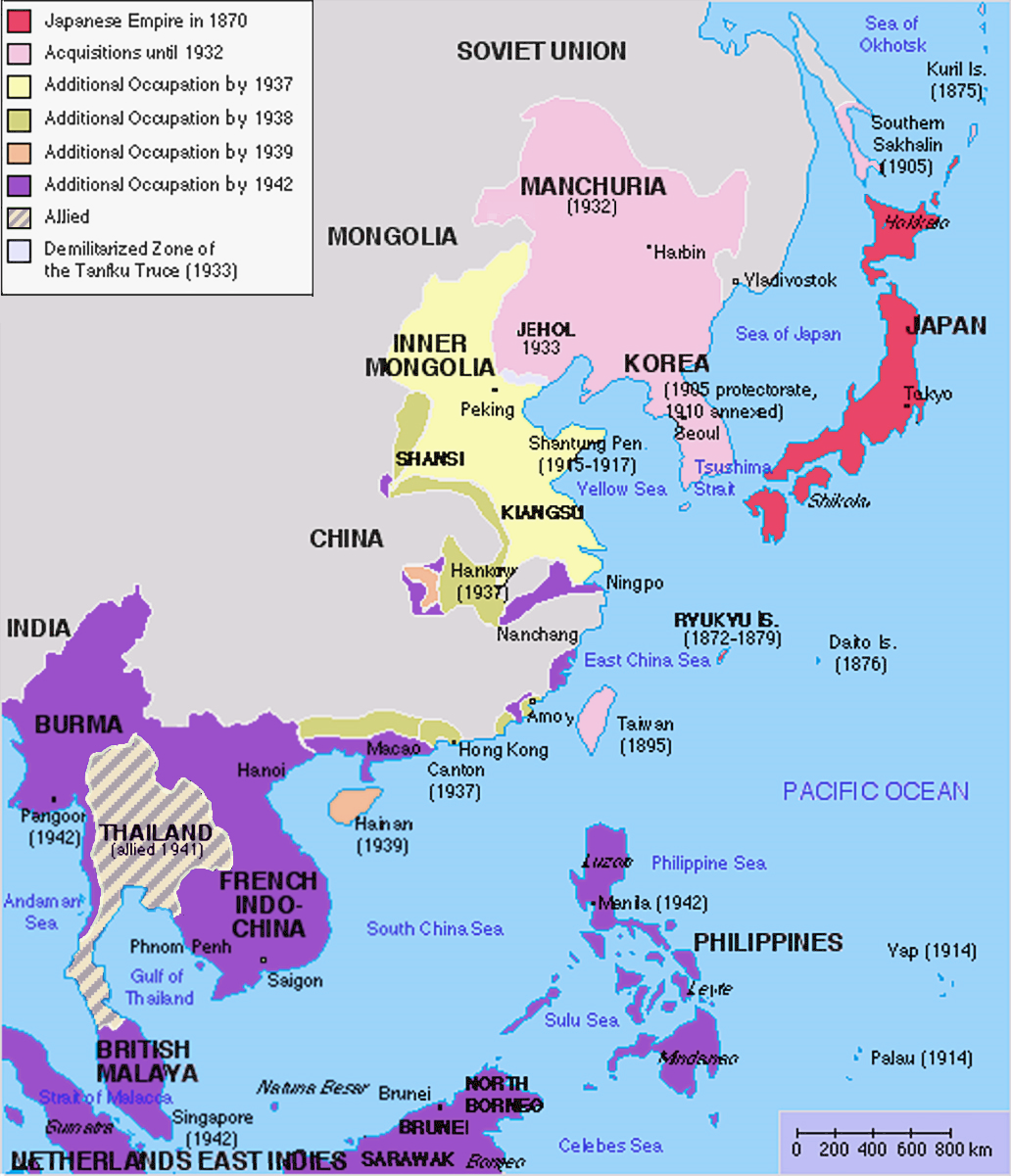
Expansion de l'Empire japonais
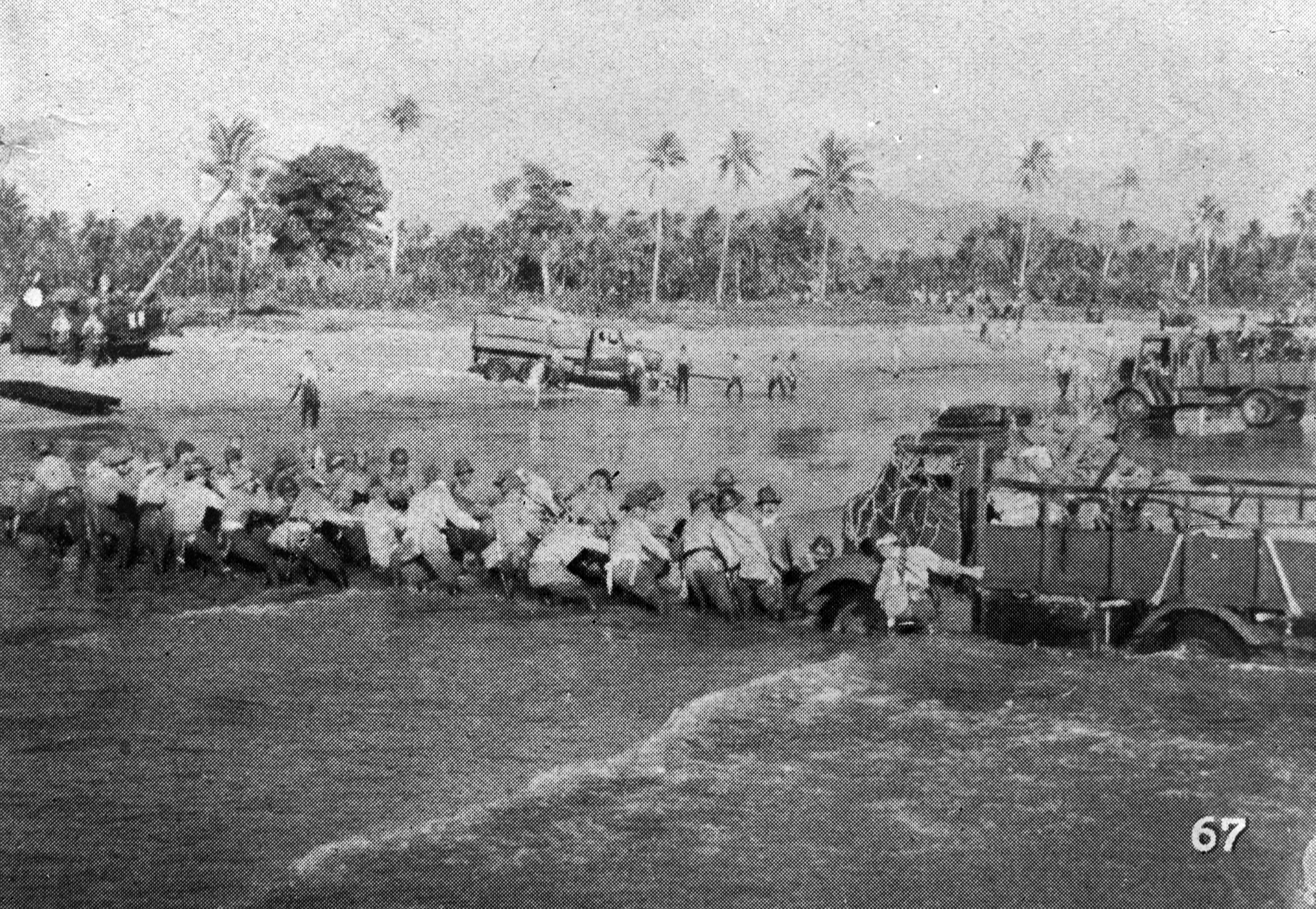
Débarquement de troupes japonaises à Java
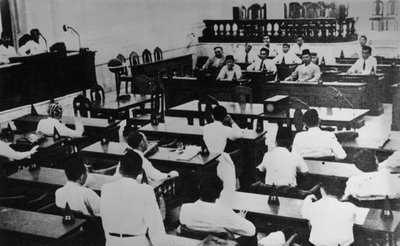
Séance de travail du BPUPKI

Les 6 et 9 août sont lancées les bombes de Hiroshima et Nagasaki. 
Le 14 août, à l’instigation du haut commandement japonais, est formé un Panitia Persiapan Kemerdekaan Indonesia (« comité pour la préparation de l’indépendance de l’Indonésie »). 
Le Japon capitule le 15 août 1945.
En attendant le débarquement de troupes alliées, les autorités japonaises d'occupation, qui ont auparavant promis l'indépendance aux Indonésiens, ont désormais ordre de maintenir le statu quo. 
Soekarno et Hatta ne souhaitent pas de conflit avec les Japonais. 
Les mouvements de jeunesse exigent une déclaration immédiate de l'indépendance. 
Ils sont soutenus par Sjahrir, un autre dirigeant nationaliste indonésien, qui a dirigé la résistance passive contre l'occupation japonaise et craint que les Alliés ne considèrent que l'indépendance n'est qu'un cadeau des Japonais. 
La nuit du 16 au 17 août, un groupe de jeunes militants enlève Soekarno et Hatta pour les convaincre de proclamer l'indépendance.
L'indépendance de l'Indonésie est proclamée le 17 août 1945. Soekarno est nommé président et Hatta vice-président. C'est le début de la période que les Indonésiens appellent Revolusi.

## Premières années d'indépendance (1945-1957)

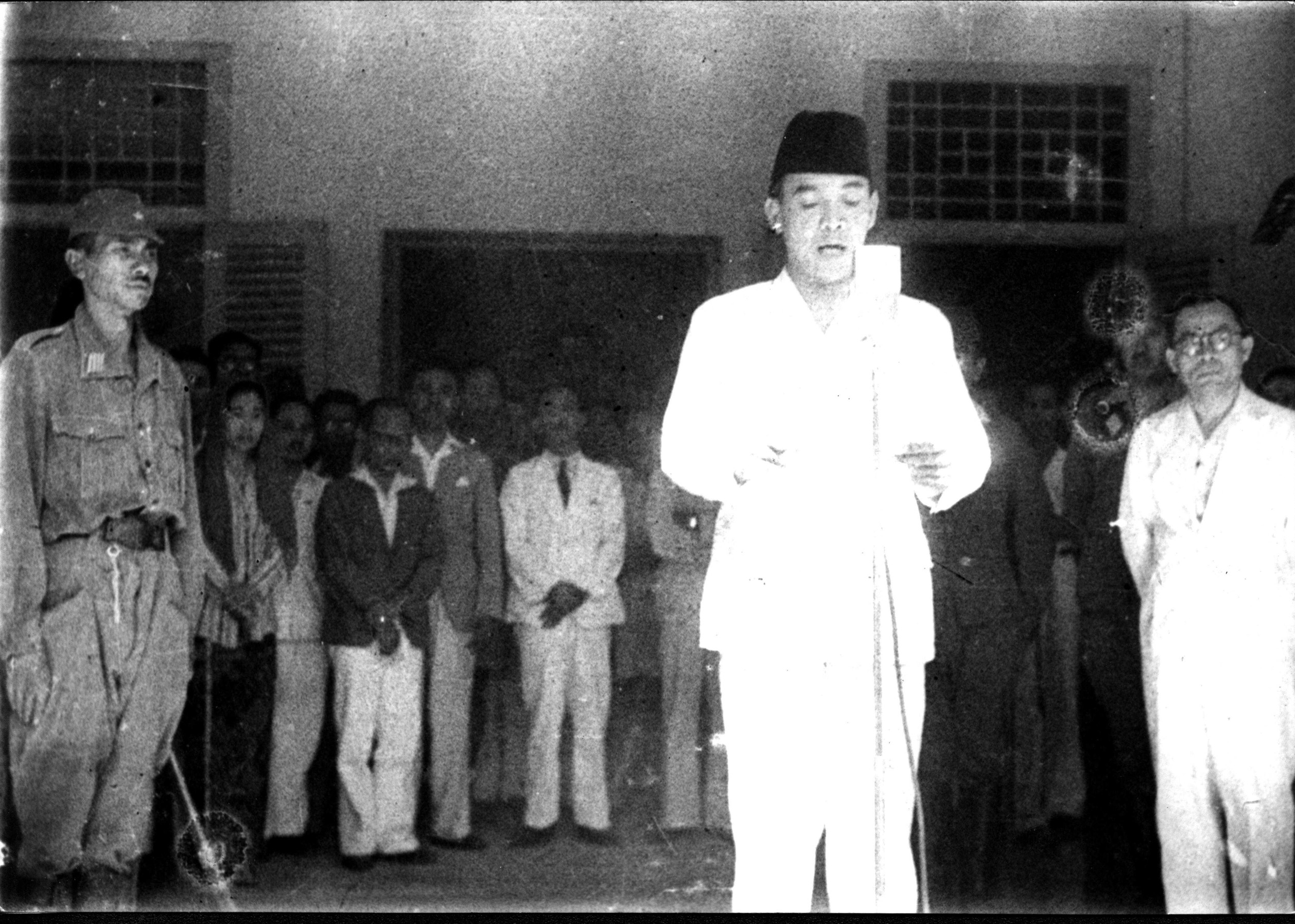
Soekarno lit la proclamation de l'indépendance de l'Indonésie. À droite, Hatta
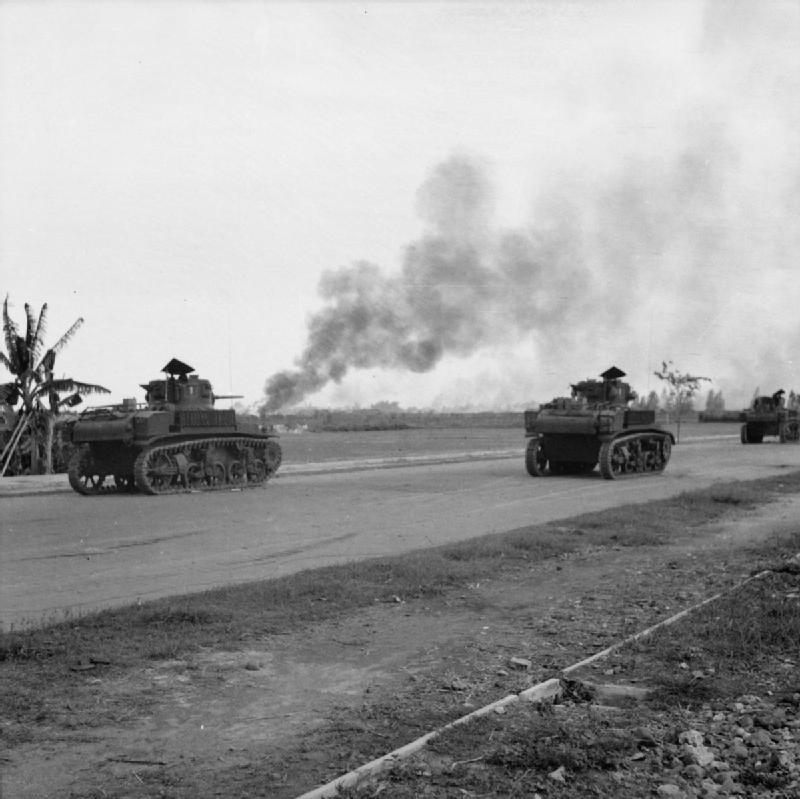
Des chars légers britanniques Stuart lors de la bataille de Surabaya
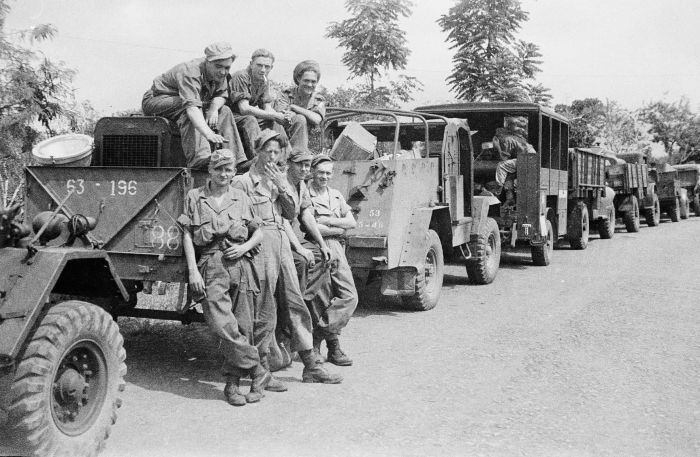
Colonne du corps expéditionnaire néerlandais en Indonésie lors de la première « action de police »
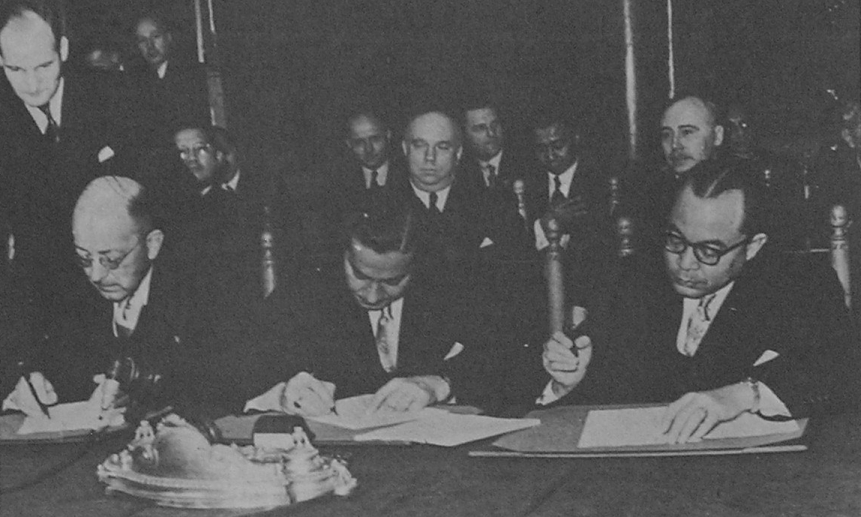
J. H. Maarseveen au nom du royaume des Pays-Bas, le sultan Hamid II au nom des autres États et Hatta au nom de la république d'Indonésie signent l'accord final de la conférence de la Table ronde de La Haye (1949)

### LaRevolusi(1945-1949)
- Révolution nationale indonésienne (Revolusi)

L’avance américaine dans le Pacifique avait créé de mai à juillet 1945 des enclaves alliées dans l’est de Bornéo, à Célèbes, dans le nord des Moluques et en Nouvelle-Guinée occidentale, dans laquelle une administration néerlandaise s’était réinstallée. En juin 1945, des unités de commando néerlandaises avaient été parachutées dans le nord de Sumatra. Les troupes d’occupation japonaises s'étaient pour leur part repliées dans des cantonnements hors des villes pour éviter la confrontation avec les Indonésiens, ce qui n’empêche pas des combats d’avoir lieu. Le 25 octobre, une brigade de l'Armée indienne britannique débarque à Surabaya pour désarmer les soldats japonais. Croyant que les Britanniques préparent le retour des Néerlandais, la toute jeune armée indonésienne s’oppose à eux. Les premiers incidents entre des groupes de miliciens indonésiens et les Britanniques éclatent le 27 octobre. La bataille de Surabaya durera trois semaines. Deux cent mille habitants fuient la ville. Plus de vingt mille combattants indonésiens et deux mille soldats britanniques sont tués. Devant la puissance de feu britannique, les troupes indonésiennes doivent quitter la ville. Mais les Britanniques décideront de rester en retrait des affrontements qui s'annoncent entre la jeune république et les Néerlandais qui essaieront de récupérer ce qu'ils considèrent toujours comme leur colonie.
Les Néerlandais réoccupent Jakarta début 1946, contraignant le gouvernement indonésien à s'installer à Yogyakarta. Pour tenter de reprendre le contrôle de leur ancienne colonie, ils lancent une première politionele actie (« action de police »), appelée agresi par les Indonésiens. Fin 1946, les belligérants se réunissent à Linggarjati près de Cirebon. Les Néerlandais reconnaissent la souveraineté de facto de la république sur Java, Madura et Sumatra. Les deux parties se mettent d'accord pour créer en 1949 une « république des États-Unis d'Indonésie » (Republik Indonesia Serikat).
En décembre 1946, les Néerlandais annoncent à Denpasar à Bali la création d'un Negara Indonesia Timur (« État d'Indonésie orientale »). Devant la difficulté à faire admettre leur projet fédéral, les Néerlandais lancent en juillet 1947 une deuxième « action de police ». Au bout d'une dizaine de jours, ils doivent accepter un appel au cessez-le-feu des Nations Unies. En janvier 1948, un accord est signé entre les deux parties à bord du navire de guerre américain USS Renville, qui avalise le projet néerlandais d'un État fédéral en Indonésie. Le PNI (Partai Nasional Indonesia) et le parti musulman Masyumi s'y opposent. Le gouvernement indonésien, dirigé par Amir Sjarifuddin, est contraint de démissionner. 
Les Néerlandais poursuivent néanmoins leur projet fédéral et annoncent la création d'une série d'États fantoches en différents endroits de l'archipel, au nombre de 15 en 1948. Sous la pression internationale, les Néerlandais acceptent finalement en 1949 d'organiser la conférence de la Table ronde de La Haye. Le 14 décembre 1949, une république des États-Unis d'Indonésie (Republik Indonesia Serikat ou RIS) est créée. Le 27 décembre, le royaume des Pays-Bas transfère formellement la souveraineté des territoires des anciennes Indes néerlandaises, à l'exception de la Nouvelle-Guinée occidentale, à la RIS. La "Revolusi" est terminée.

### Premières rébellions (1948-1965)
De 1948 à 1965, l'Indonésie est le théâtre de plusieurs mouvements insurrectionnels.
En 1948, des militaires sympathisants du Partai Komunis Indonesia (PKI, le parti communiste indonésien) occupent la ville de Madiun à Java oriental. L'insurrection sera réprimée en deux semaines.
En 1949 un dirigeant du Hizbullah, une milice de jeunes musulmans créée durant l'occupation japonaise de l'Indonésie, proclame dans l'ouest de Java un Negara Islam Indonesia (« État islamique d'Indonésie »). C'est le début de la rébellion du Darul Islam, qui ne prendra fin qu'en 1962 avec la capture et l'exécution de son dernier chef.
En 1950 le Dr Soumokil, un ministre de l'État d'Indonésie orientale, un des 7 États membres de la RIS, proclame la "république des Moluques du Sud". La rébellion est matée en 4 mois. Le 17 août 1950, le gouvernement de Jakarta proclame la création de l'« État unitaire de la république d'Indonésie » (Negara Kesatuan Republik Indonesia), qui remplace la RIS.
En 1952 à Jakarta, des chars entourent le palais présidentiel. Le chef d'état-major de l'armée de terre indonésienne, le général A. H. Nasution demande au président Soekarno la dissolution du Parlement, dénonçant le système des partis. Soekarno rejette la demande et reprend la situation en main. L'affaire du 17 octobre a tourné court.

### Non-alignement (1955-)

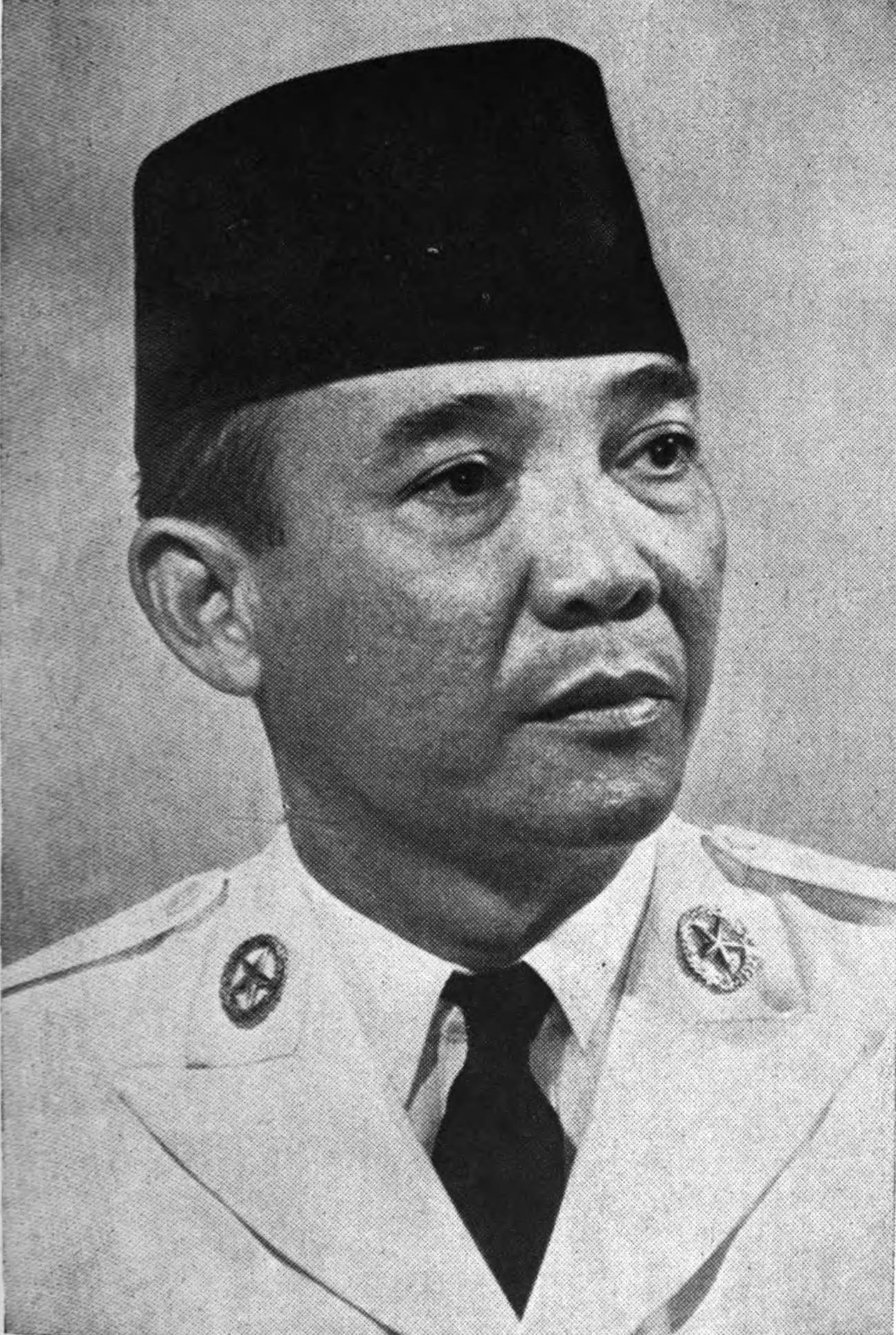
Sukarno, dirigeant nationaliste puis premier président d'Indonésie.

En 1955 se tient une conférence dans la ville de Bandung, dans l'ouest de Java. 
La conférence de Bandung réunit pour la première fois de l'histoire une trentaine de pays de ce qu'on appelle alors le Tiers monde. 
Parmi les personnalités présentes figurent le Chinois Zhou Enlai, l'Égyptien Gamal Abdel Nasser, l'Indien Nehru et l'Indonésien Soekarno. 
Cette conférence marque l'entrée sur la scène internationale des pays du Tiers-monde. 
On considère qu'elle est l'acte de naissance du mouvement des non-alignés.

## Démocratie dirigée (1957-1965)

### Rébellion de la Permesta

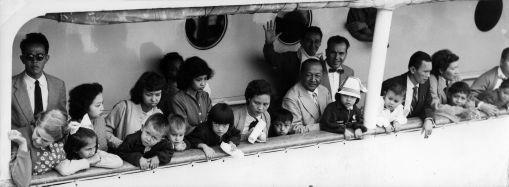
"Rapatriement" d'Indo-Néerlandais en 1958

En 1957 éclate la rébellion de la Permesta (Piagam Perjuangan Semesta ou « charte pour une lutte universelle ») dans le Sulawesi du Nord, en protestation au projet de Soekarno d'instaurer une "démocratie dirigée" mettant fin à la démocratie parlementaire. En 1958 à Padang, à Sumatra occidental, des opposants à Soekarno proclament un Pemerintah Revolusioner Republik Indonesia ("gouvernement révolutionnaire de la république d'Indonésie") ou PRRI. Le PRRI et la Permesta s'allient. La rébellion prend fin en 1961.

### Confrontation avec la Malaisie
- Konfrontasi (1962-1966)

En 1957, les États de la péninsule Malaise obtiennent l'indépendance du Royaume-Uni sous le nom de fédération de Malaisie. De 1959 à 1962, les Britanniques, la Malaisie, Singapour, Sabah et Sarawak négocient en vue de créer une fédération élargie. Ce projet est dénoncé par le président indonésien Soekarno, qui déclare que la Malaisie est une création fantoche des Britanniques qui va accroître leur contrôle sur la région, menaçant l'indépendance de l'Indonésie. De leur côté, les Philippines revendiquent Sabah, sous prétexte que ce territoire avait appartenu au sultanat de Sulu au XVIIIe siècle. Les deux pays s'appuient sur une opinion anti-fédération répandue au Sarawak et à Brunei.
À Brunei, une révolte éclate le 8 décembre 1962, soutenue par l'Indonésie. Des troupes britanniques et gurkha stationnées à Singapour sont envoyées. Le commandant des rebelles est capturé le 17 avril 1963 et la rébellion prend fin. Aussitôt, des « volontaires » indonésiens pénètrent au Sarawak et à Sabah, se livrant à des attaques et des actions de sabotage et de propagande. Le 27 juillet, Soekarno déclare qu'il va « écraser la Malaisie » (Ganyang Malaysia). Mi-1965, les forces armées indonésiennes franchissent la frontière en direction de la partie orientale de l'île de Sebatik près de Tawau dans l'État de Sabah. L'escalade vers un conflit ouvert de plus grande ampleur ne fut probablement évitée qu'en raison de l'accroissement des tensions politiques internes en Indonésie.
Soekarno songeait dès le début des années soixante à former un gouvernement d’union nationale (le NASAKOM) regroupant toutes les tendances politiques du pays ; en 1964 trois ministres membres du Parti communiste indonésien (PKI) sont nommés.
À cette époque, les États-Unis ont commencé leur engagement militaire au Viêt Nam en bombardant le nord. L'alignement de l'Indonésie avec le bloc socialiste, notamment avec la Chine (Soekarno parle d'un « axe Jakarta-Phnom Penh-Hanoi-Pékin-Pyongyang »), fait craindre aux Américains la création d'un « second front » en Asie du Sud-Est.

### Question de la partie occidentale de la Papouasie (1949-1962)
Au moment de l'indépendance de l'Indonésie, les Néerlandais gardent le contrôle de la partie occidentale de la Nouvelle-Guinée, appelée Nouvelle-Guinée néerlandaise (1949-1962) afin de préparer l'indépendance, proclamée le 1er décembre 1961.
Après l'échec des négociations avec les Néerlandais portant sur l'incorporation à l'Indonésie du territoire, le 18 décembre une invasion des parachutistes indonésiens provoque des affrontements armés entre les troupes néerlandaises et indonésiennes en 1961 et 1962 dont la Bataille de la mer d'Arafura.
Les États-Unis, craignant que l'Indonésie ne choisisse de se rapprocher de l'Union soviétique, contraignent en 1962 les Pays-Bas à abandonner leur souveraineté sur la Papouasie et à la transférer à l’Indonésie. Après le coup d’État du général Soeharto en 1965, une violente répression s'abat en Papouasie, faisant 30 000 morts. Les intérêts économiques américains sont privilégiés. En avril 1967, le régime accorde à Freeport Sulphur (aujourd'hui Freeport-McMoRan) le droit de prospecter les immenses gisements cuprifères et aurifères des mines d'Ertsberg et de Grasberg — plus grande mine d'or et l'une des principales mines de cuivre au monde.
- Conflit en Papouasie occidentale (1963-présent)
- Droits de l'homme en Nouvelle-Guinée occidentale
- Mouvement uni pour la libération de la Papouasie occidentale (2014)
- Parlementaires internationaux pour la Papouasie occidentale (International Parliamentarians for West Papua, IPWP)

## Dictature de Soeharto (1965-1998)

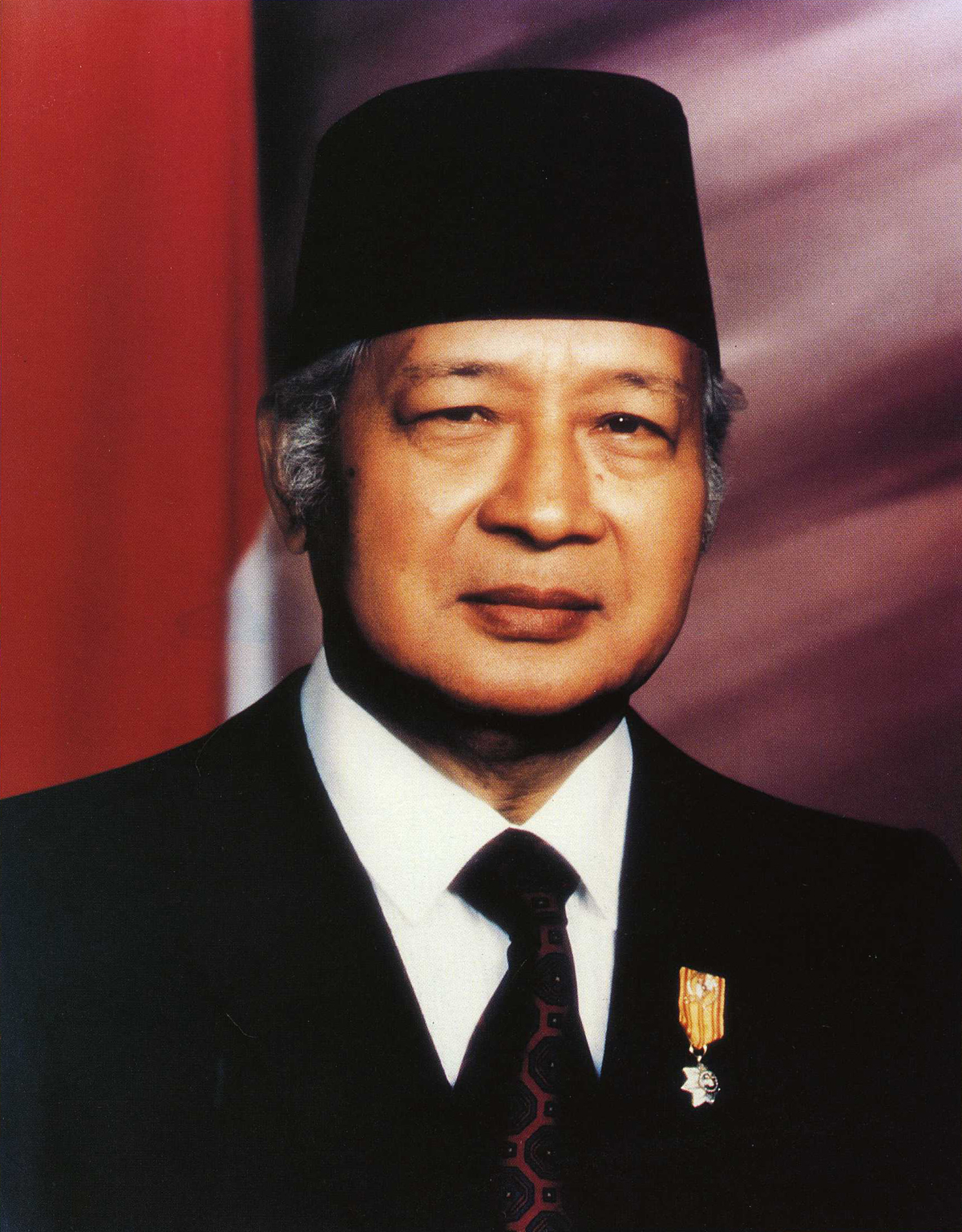
Soeharto, président entre 1967 et 1998.

- Massacres de 1965-1966 en Indonésie
- Invasion indonésienne du Timor oriental

Le 1er octobre 1965 au matin, un officier de la garde présidentielle annonce à la radio être à la tête d'un "conseil révolutionnaire" qui a déjoué un complot contre le président Soekarno et arrêté six généraux. Un autre général, Soeharto, prend la tête de la répression. En quarante-huit heures, les rebelles sont arrêtés. Soeharto décrète la dissolution du PKI, accusé d'avoir fomenté ce qu'on va appeler le "mouvement du 30 septembre" ou Gerakan September Tigapuluh, dont l'acronyme, "Gestapu", est très évocateur. La thèse du complot communiste a plus tard été démontée par des universitaires américains se basant entre autres sur des rapports de la CIA. Ils suggèrent au contraire que Soeharto était dans la confidence du coup d’État qu'il a lui-même réprimé.
S’ensuit une chasse aux communistes qui durera des mois et fera entre 500 000, et trois millions de morts selon les estimations. Plus d’un million de personnes sont détenues sans procès pendant des années, pour beaucoup torturées. Leurs familles et leurs descendants sont privés de droits politiques comme d’accès à l’université et à l’administration.
Les historiens interrogent la responsabilité du gouvernement américain, qui a fourni à l'armée indonésienne des listes de militants communistes. Les services secrets britanniques, qui menaient depuis des années une campagne de propagande et de désinformation en Indonésie pour déstabiliser le gouvernement de Soekarno, ont également encouragé l'armée indonésienne à procéder à l’extermination des militants communistes.
En mars 1966, Soeharto force Soekarno, dont la force politique est affaiblie, à lui transférer le pouvoir. Celui-ci est nommé officiellement président en mars 1968 avec le soutien du gouvernement américain,,. « Les massacres de 1965 ont marqué la naissance du régime de l’"Ordre nouveau”, explique la chercheuse Saskia Wieringa. En détruisant le PKI, le général Suharto a considérablement affaibli le pouvoir du président Sukarno, proche des idées communistes et cofondateur du Mouvement des pays non-alignés, avant de prendre le contrôle de l’État. »
Le nouveau régime renoue avec le camp occidental. L'Indonésie réintègre l'ONU, la Banque mondiale et le Fonds monétaire international, que Soekarno lui avait fait quitter. Une loi sur l'investissement étranger est promulguée en 1967. Les compagnies pétrolières occidentales signent des contrats d'exploration, attirées par le potentiel du pays. D'importantes découvertes sont faites.
Pendant les trente années suivantes, Soeharto exerce un pouvoir dictatorial. Les restes du PKI qui cherchent à se reconstituer en sont les premières victimes : en 1968-1969, dans la province de Purwodadi (Kabupaten de Grobogan, au centre de Java), deux cents villages « infectés » de communistes sont purgés par l'armée, sans doute au prix de 6 000 victimes environ.
En janvier 1974, des émeutes éclatent à Jakarta, à la suite de manifestations d'étudiants qui profitaient de la visite du premier ministre japonais Kakuei Tanaka pour protester contre la mainmise du capital étranger, notamment japonais, sur l'économie indonésienne. Ce sera la dernière manifestation contre le régime pour 24 ans.
En décembre 1975, l'armée indonésienne envahit le Timor oriental, où le parti indépendantiste Fretilin vient de déclarer l'indépendance. Le prétexte de cette intervention est un appel à l'aide de deux autres partis timorais pro-indonésiens, l'Apodeti (Association populaire démocratique de Timor) et l'UDT (Union démocratique de Timor). Les 24 années d'occupation indonésienne qui suivent feront 200 000 morts sur une population inférieure à 1 million d'habitants.
Sous Soeharto néanmoins, l'Indonésie va connaître un développement impressionnant. Les revenus du pétrole, qui représenteront 80 % des exportations indonésiennes en 1980, permettent de financer le développement des infrastructures, de la santé de base, de l'éducation primaire, ainsi que d'industries d'État. En même temps, le régime favorise l'essor de grandes entreprises privées nationales appartenant à des hommes d'affaires d'origine chinoise.
La chute du prix du brut en 1986 permet à la Banque mondiale et au FMI de contraindre l'Indonésie de commencer à déréglementer et libéraliser son économie et à privatiser ses entreprises d'État. Cette privatisation se traduit dans les faits par un transfert d'actifs aux hommes d'affaires proches de Soeharto et bientôt, à ses enfants qui ont atteint l'âge adulte.
Pendant les 33 ans de son règne, Soeharto et sa famille se sont enrichis considérablement à la faveur de la forte croissance que connaissait le pays. En 1998, à la suite de la crise économique asiatique (la monnaie indonésienne perdit 80 % de sa valeur), après de nombreuses manifestations dans tout le pays, dont les émeutes de Jakarta de mai 1998, et la pression du FMI, Soeharto finit par abandonner son poste le 21 mai 1998. Son vice-président, Baharuddin Jusuf (B. J.) Habibie, devient président. En août 1999, Habibie organise un référendum sur l'indépendance à Timor oriental, annexé par l'Indonésie en 1975. La victoire des partisans de l'indépendance est suivie d'une vague de violence.

## Transition démocratique (1998-présent)
En septembre 1999 sont organisées les premières élections démocratiques depuis 1955. Le nouvel MPR (assemblée) élit président Abdurrahman Wahid, surnommé « Gus Dur ». Celui-ci est destitué en 2001 par le MPR. Sa vice-présidente, Megawati Soekarnoputri, fille de Soekarno, lui succède. En 2004, un amendement de la constitution permet les premières élections présidentielles au suffrage direct à deux tours. Susilo Bambang Yudhoyono bat Megawati au deuxième tour.
Le pays à l’heure actuelle souffre de sa politique interne et de conflits religieux. À cela s’ajoutent les mouvements sécessionnistes au nord de Sumatra (Aceh), en Nouvelle-Guinée occidentale (anciennement Irian Jaya) ainsi que dans l’archipel des Moluques où se déroulent des troubles très violents (largement organisés et instrumentalisés par des factions au pouvoir en Indonésie) entre chrétiens d’une part et musulmans (accourus essentiellement de Java) d’autre part.

## Galerie de dirigeants
- Présidence de la république d'Indonésie

Soekarno 1945-1966
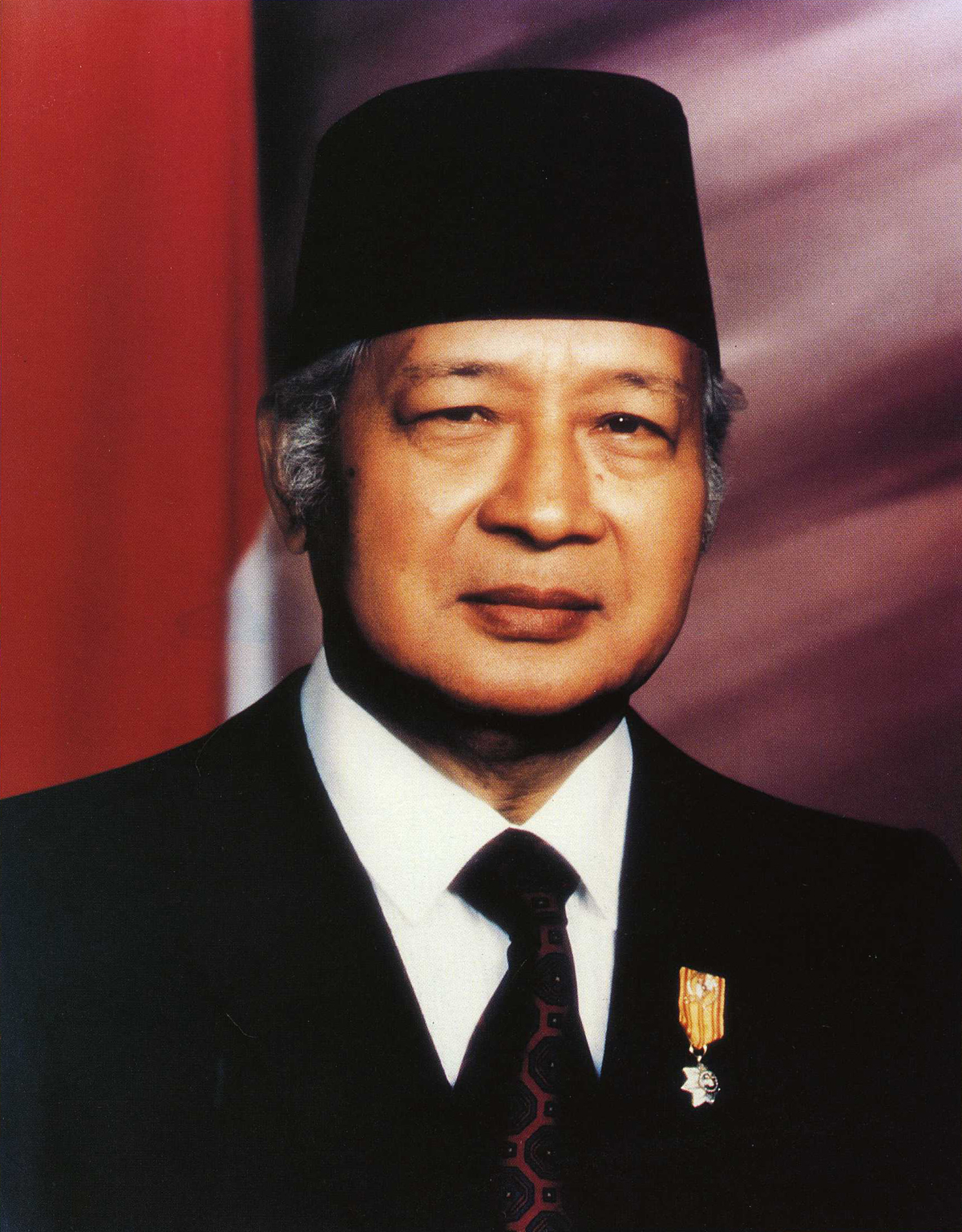
Soeharto 1967-1998
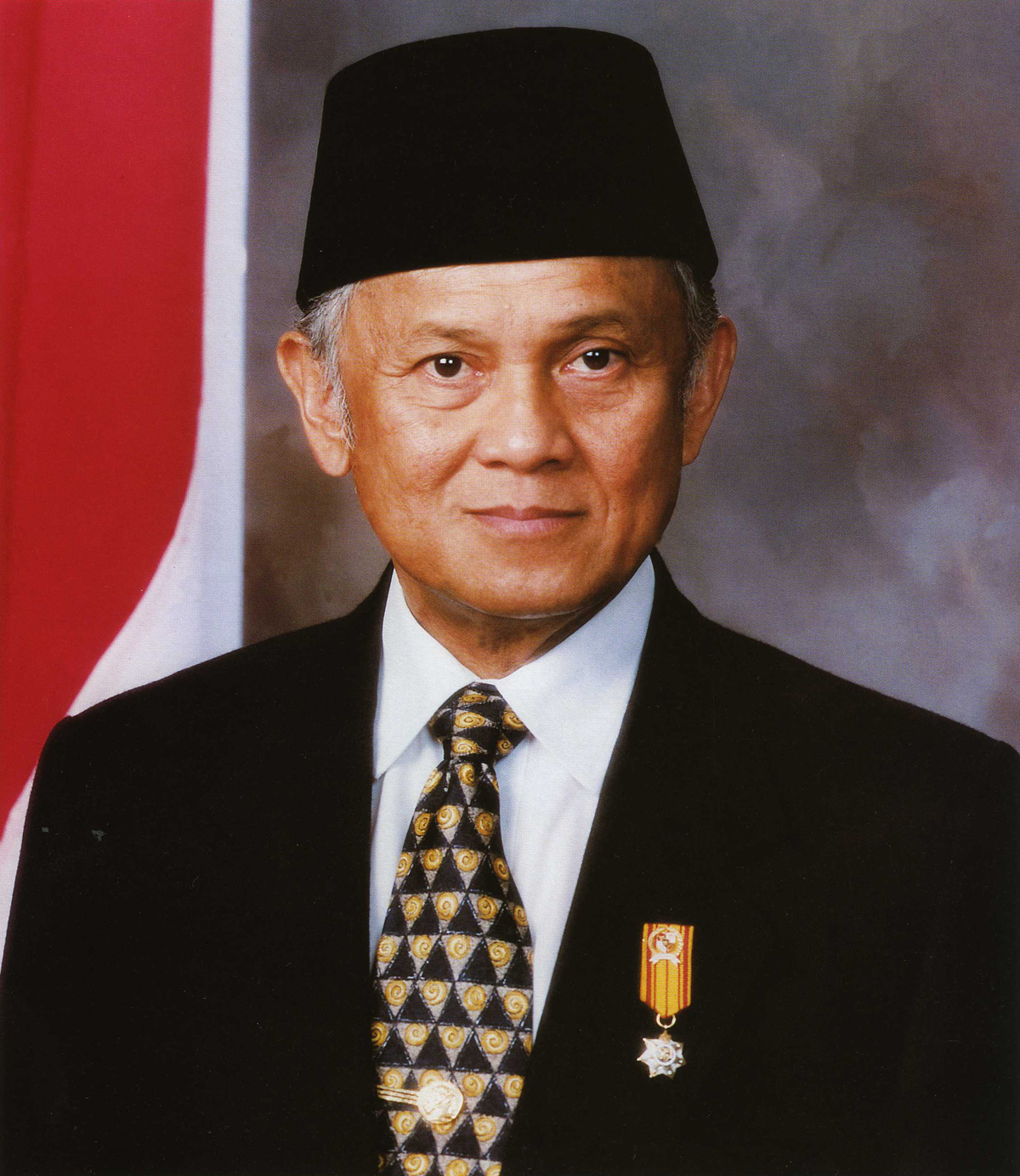
Bacharuddin Jusuf Habibie 1998-1999
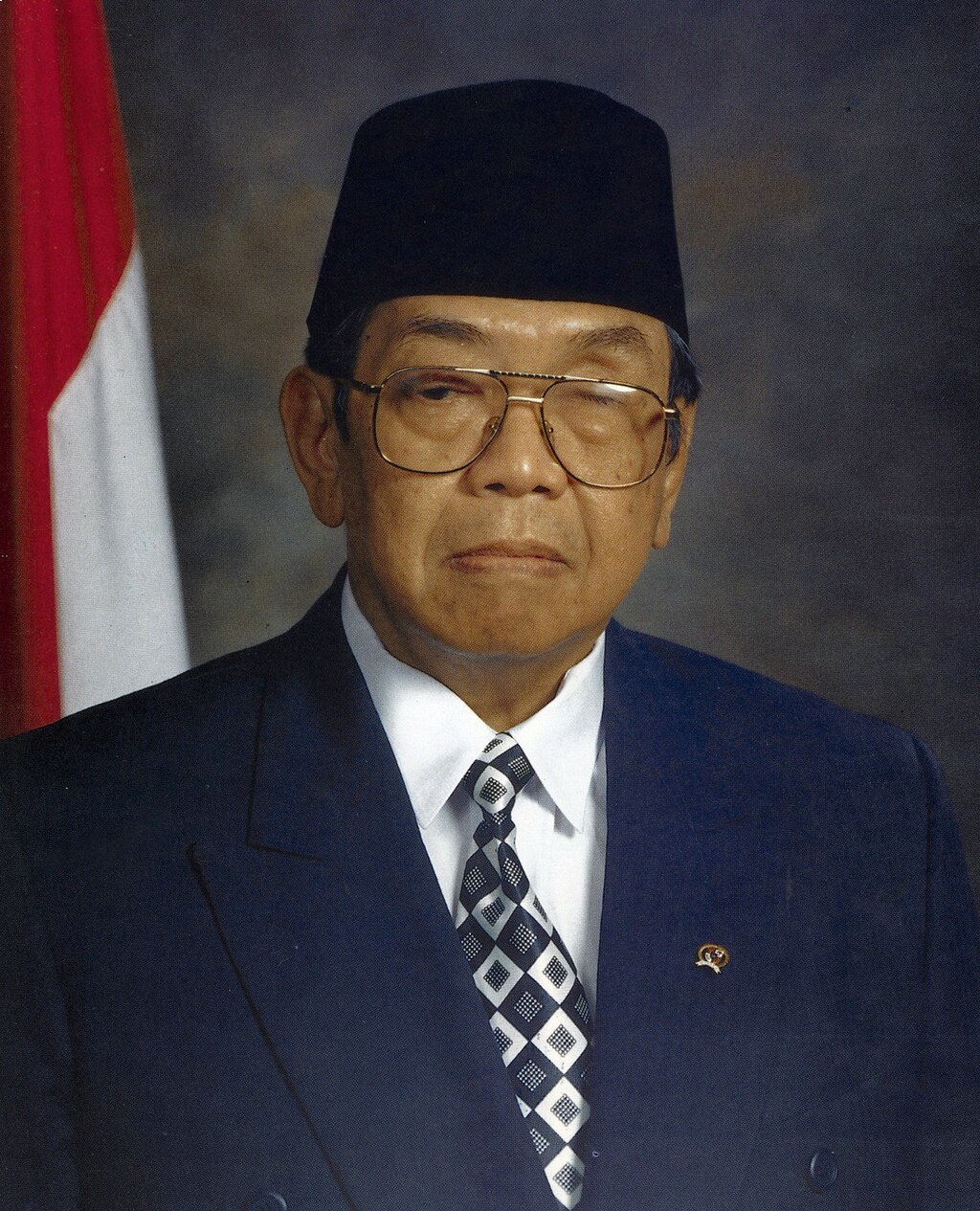
Abdurrahman Wahid 1999-2001
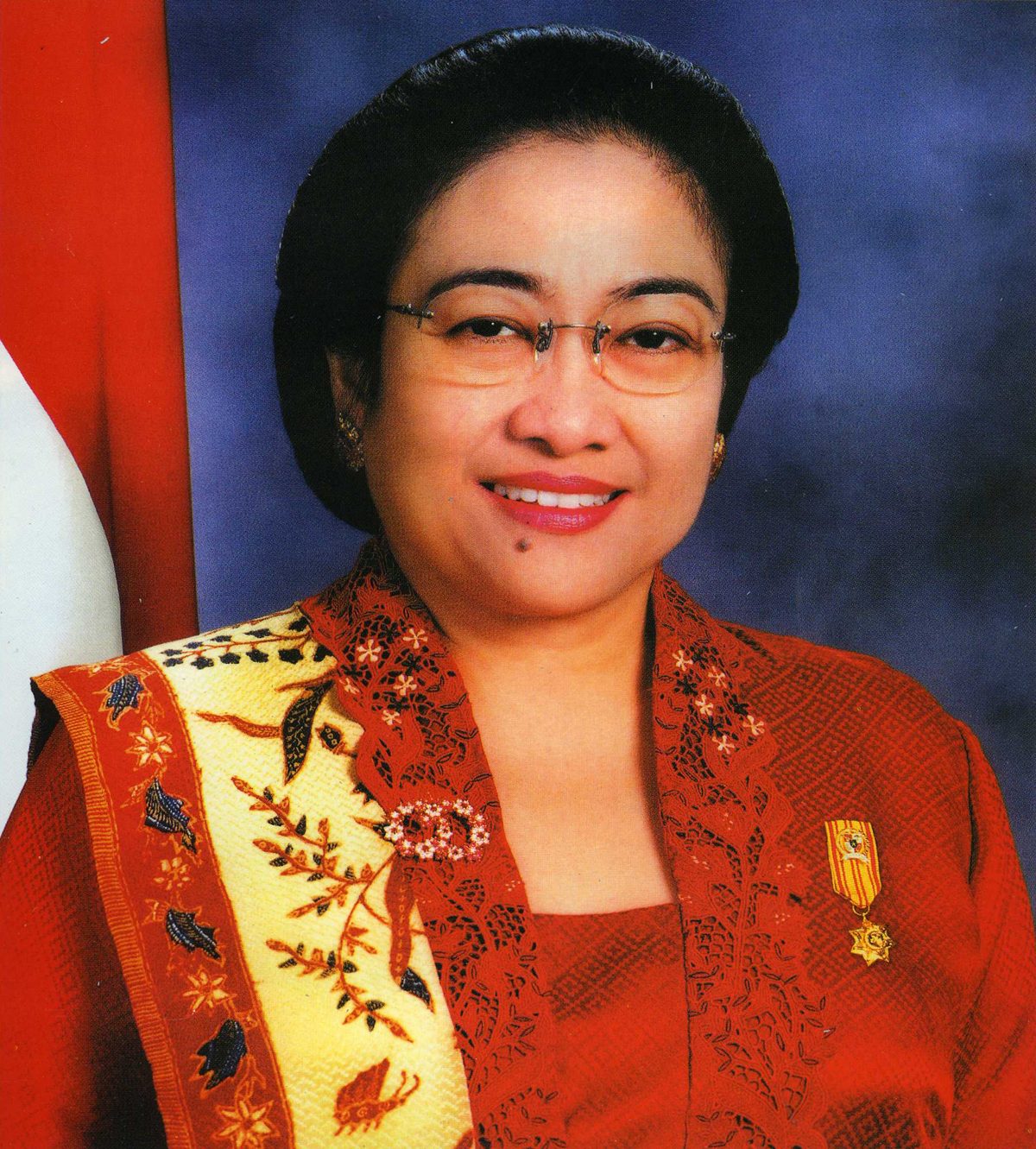
Megawati Sukarnoputri 2001-2004
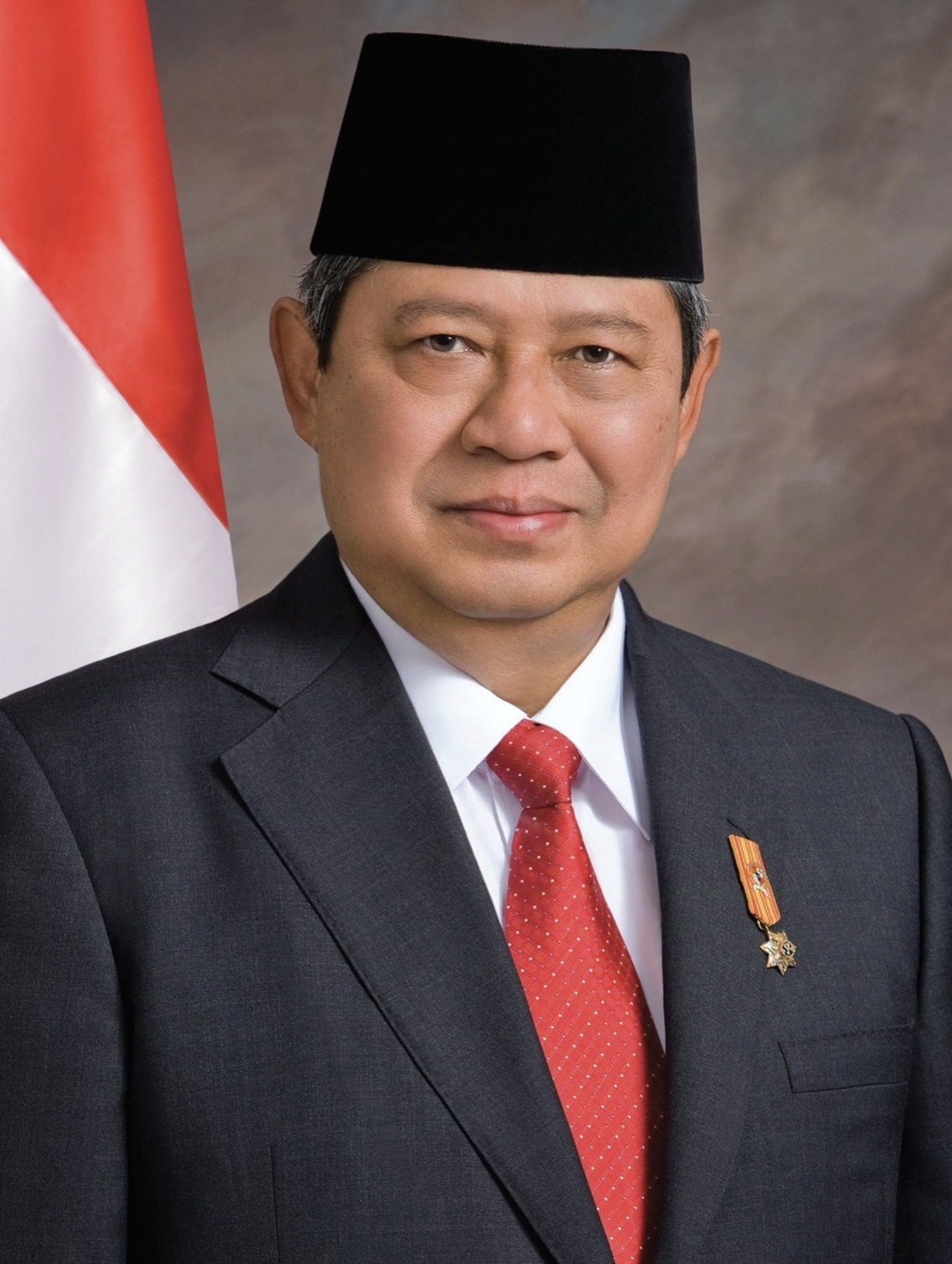
Susilo Bambang Yudhoyono 2004-2014
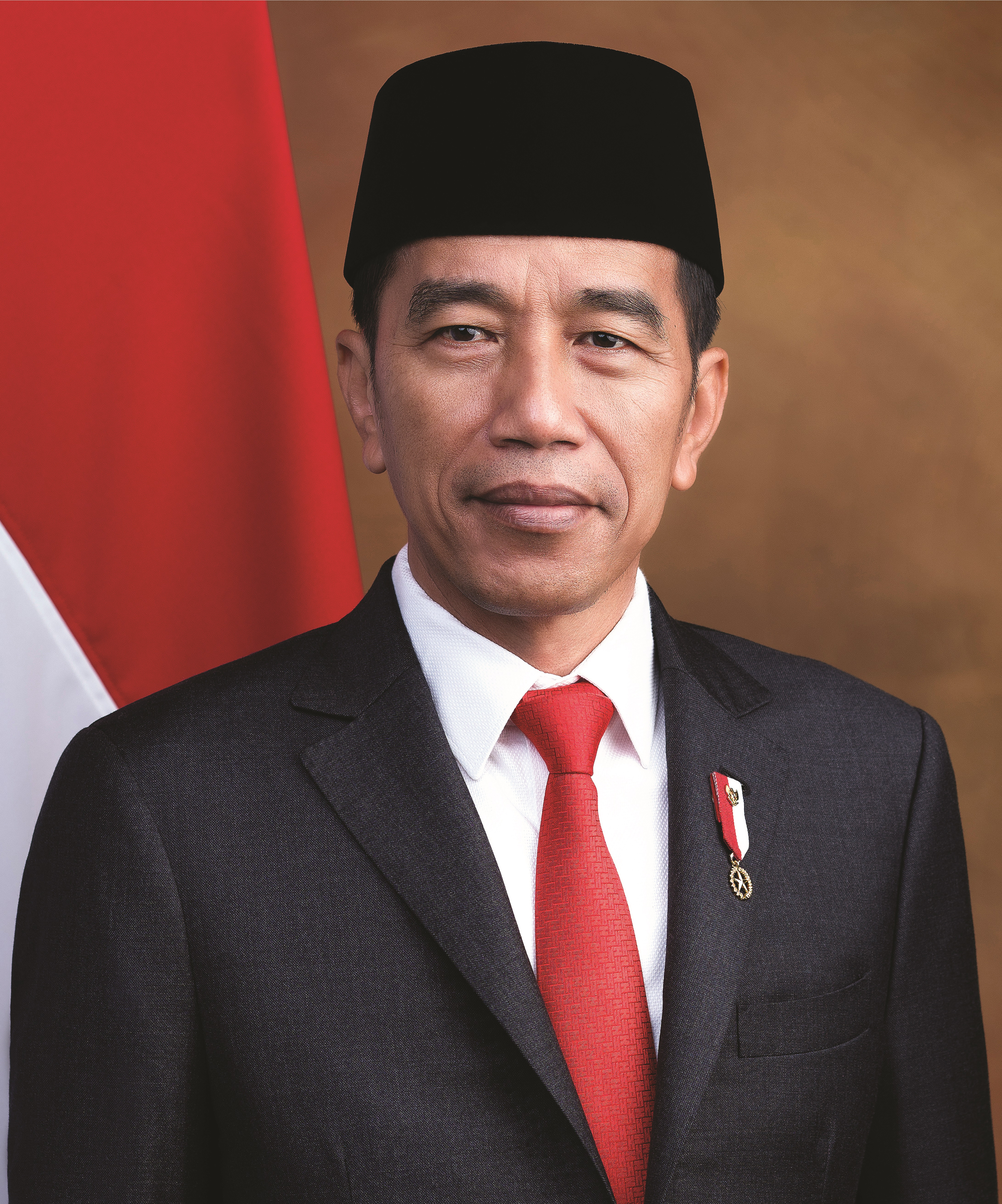
Joko Widodo 2014-2024
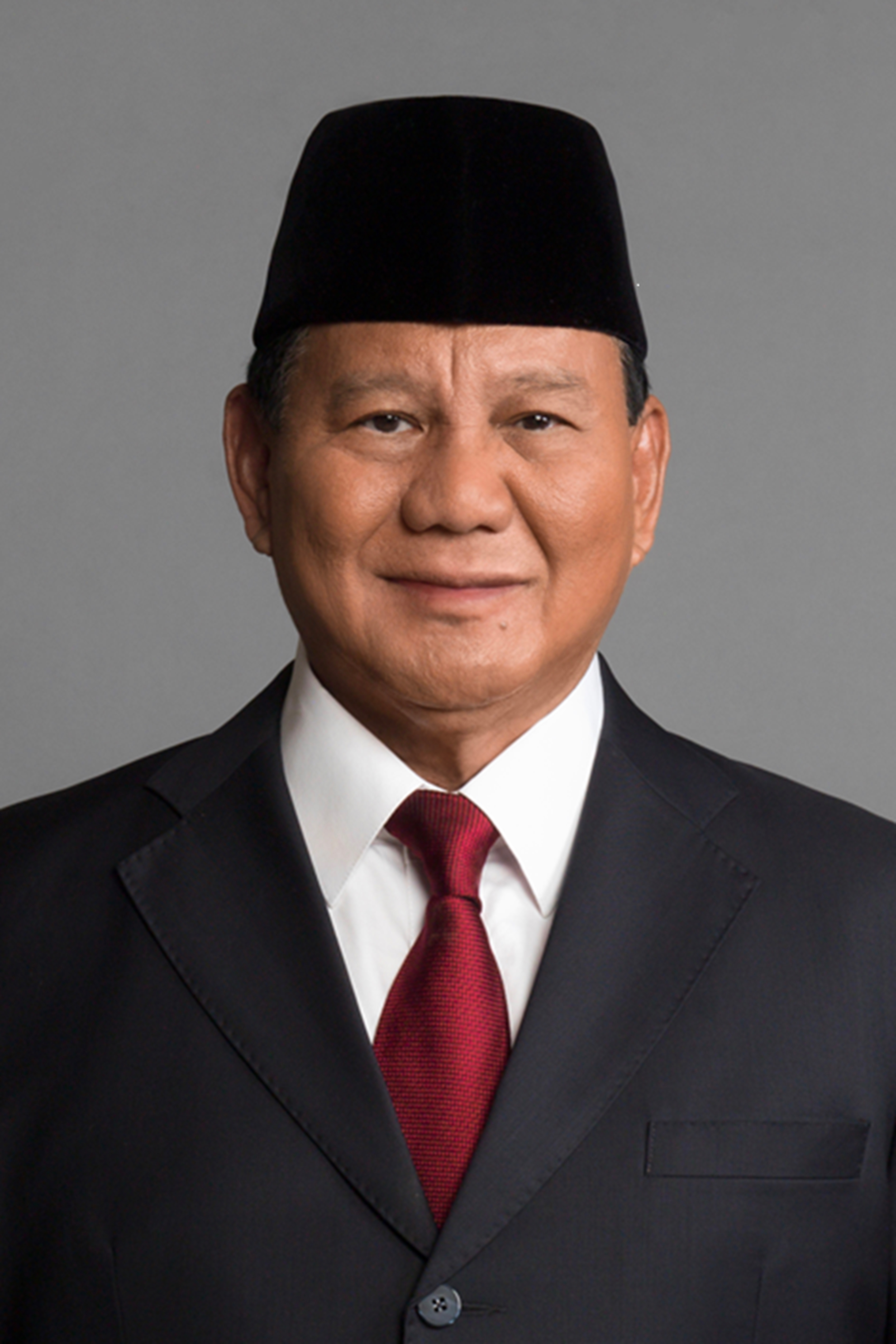
Prabowo Subianto 2024-présent

- Vice-présidence de la république d'Indonésie

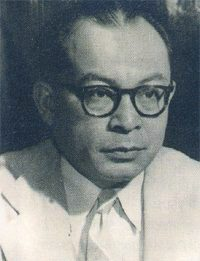
Mohammad Hatta 1945-1956
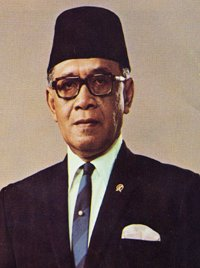
Hamengkubuwono IX 1973-1978
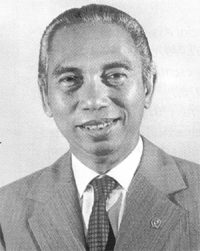
Adam Malik 1978-1983
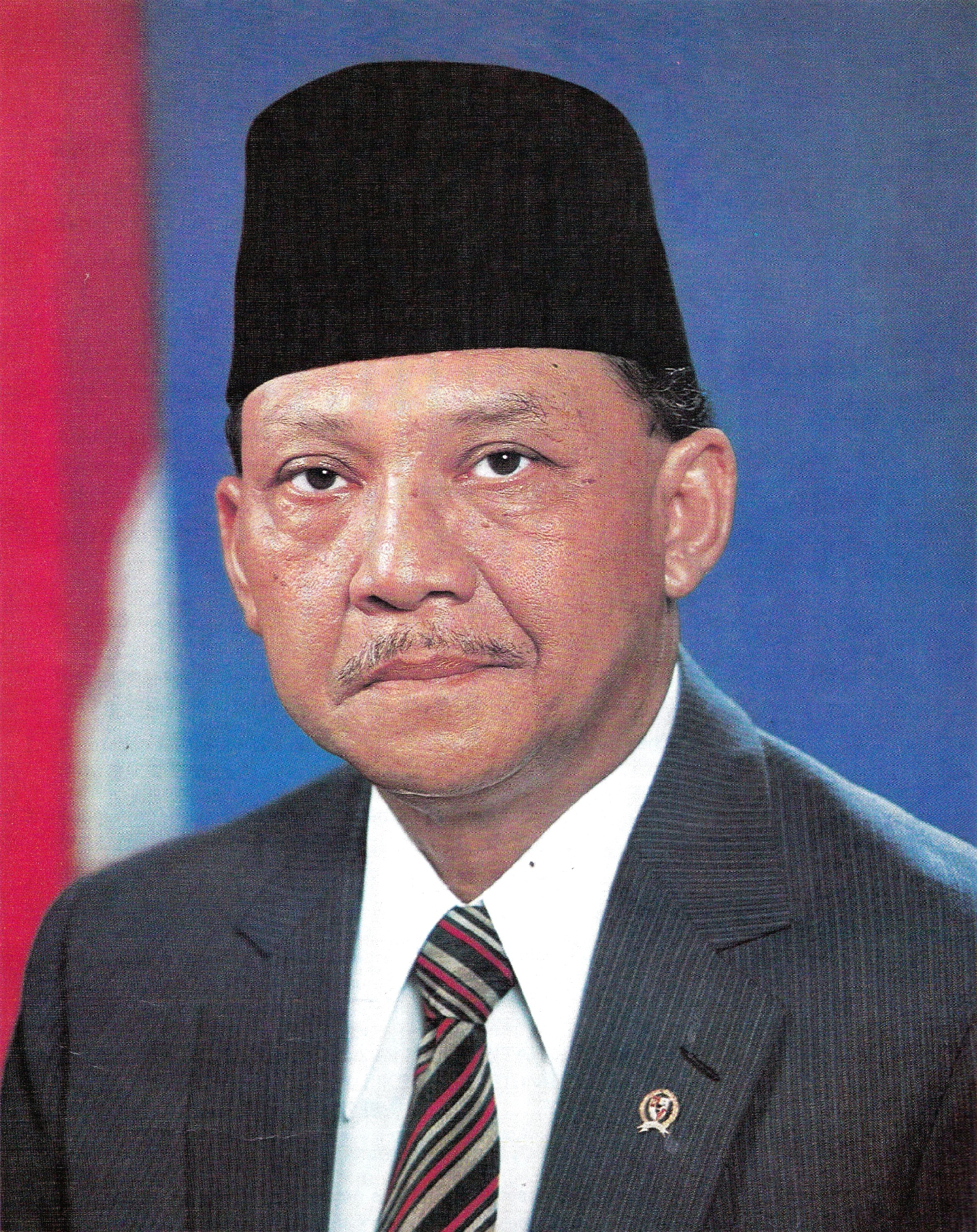
Umar Wirahadikusumah 1983-1988
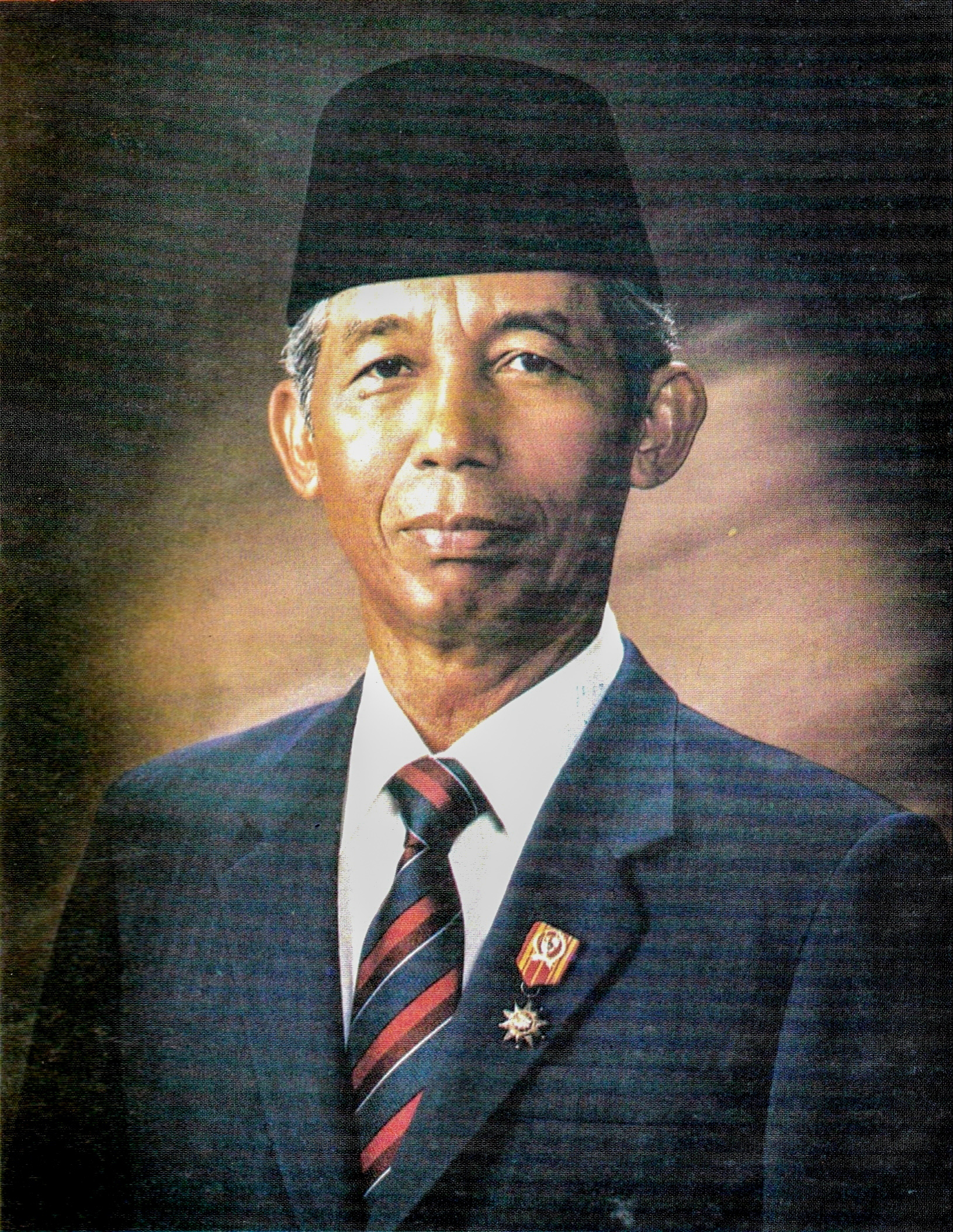
Sudharmono 1988-1993
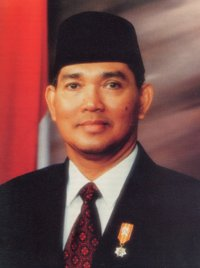
Try Sutrisno 1993-1998
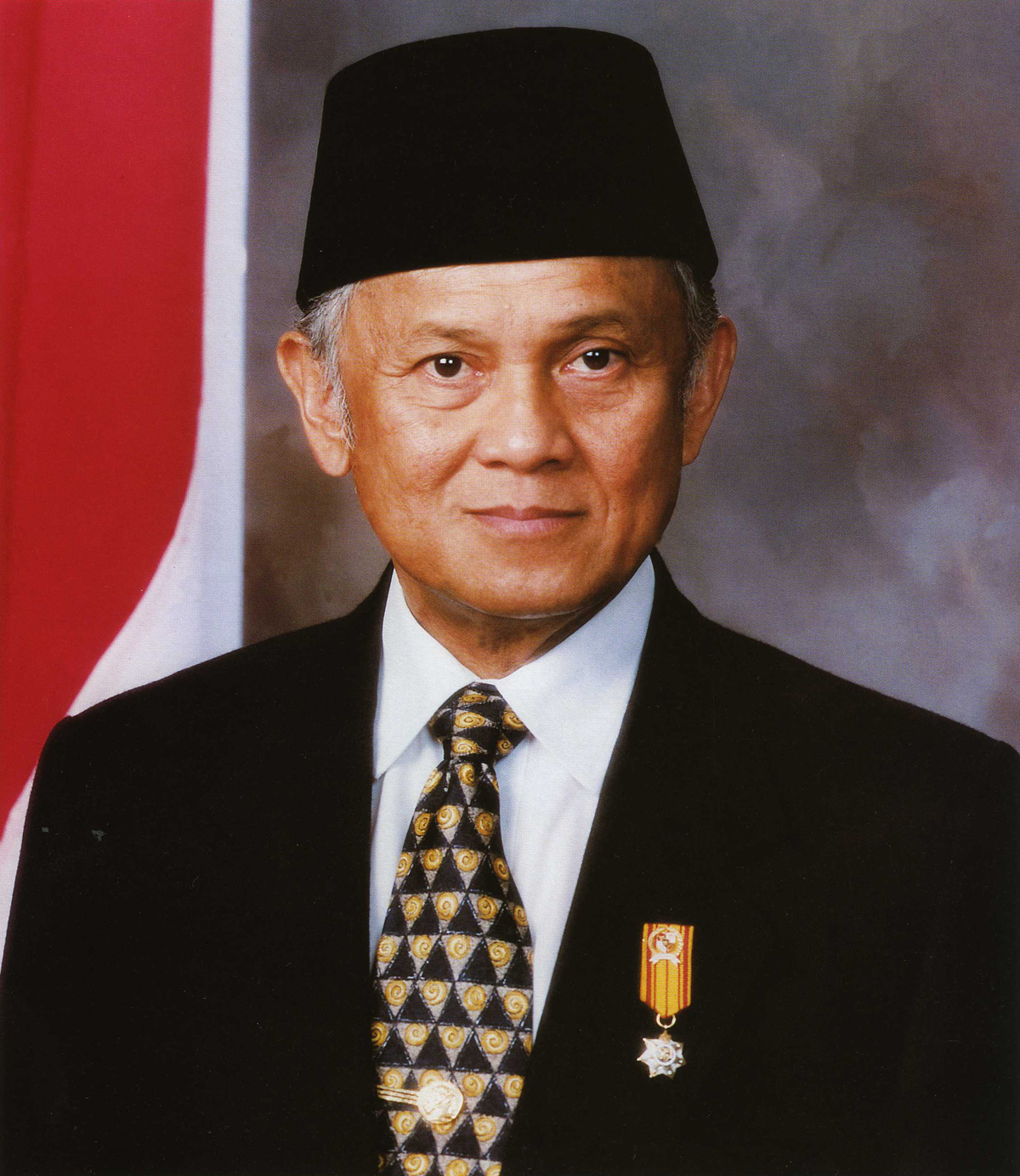
Bacharuddin Jusuf Habibie 1998-1999
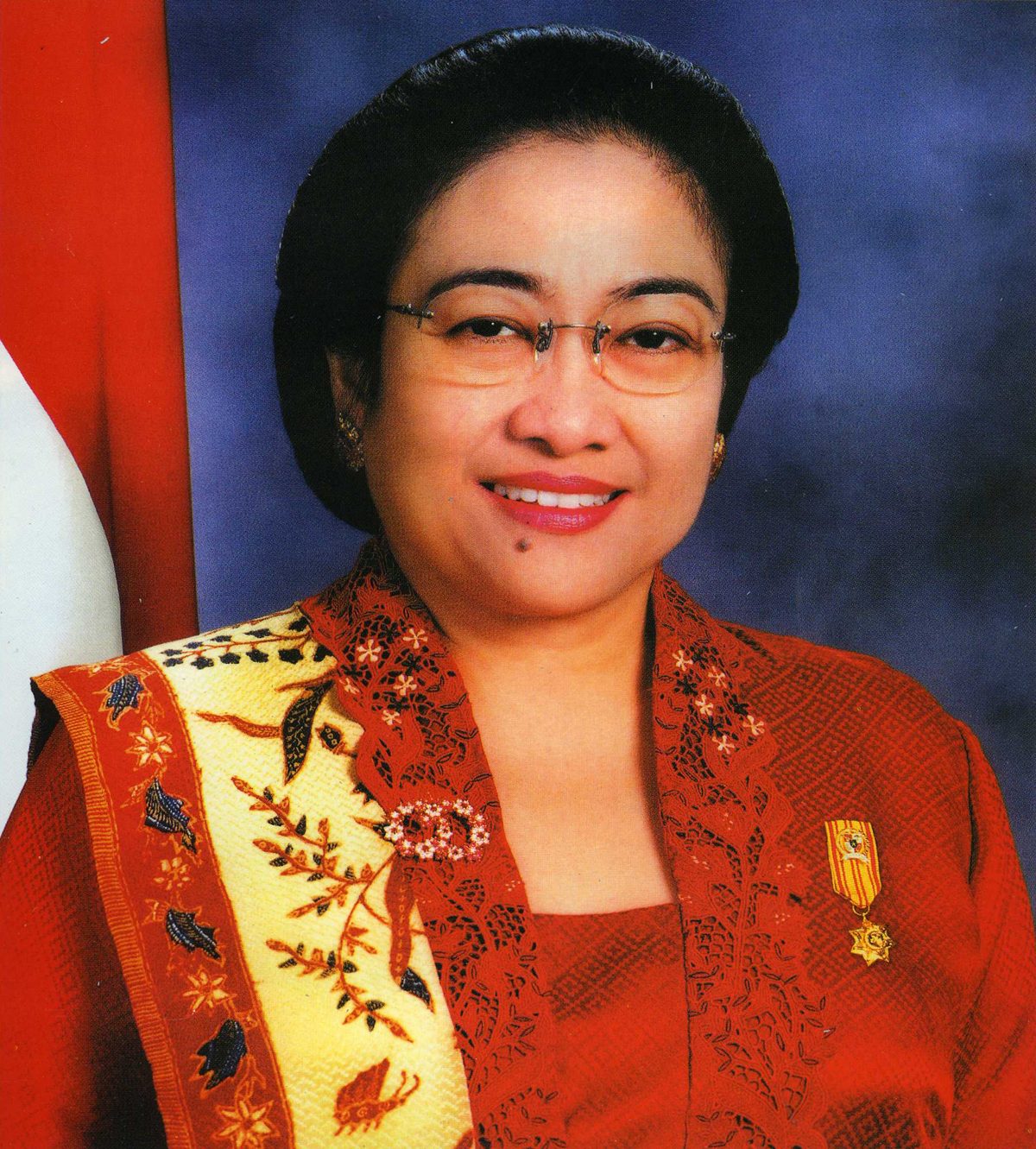
Megawati Sukarnoputri 1999-2001
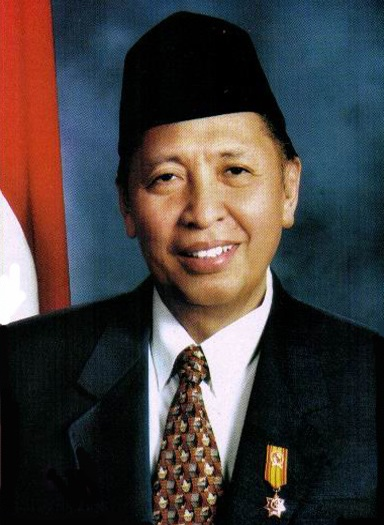
Hamzah Haz 2001-2004
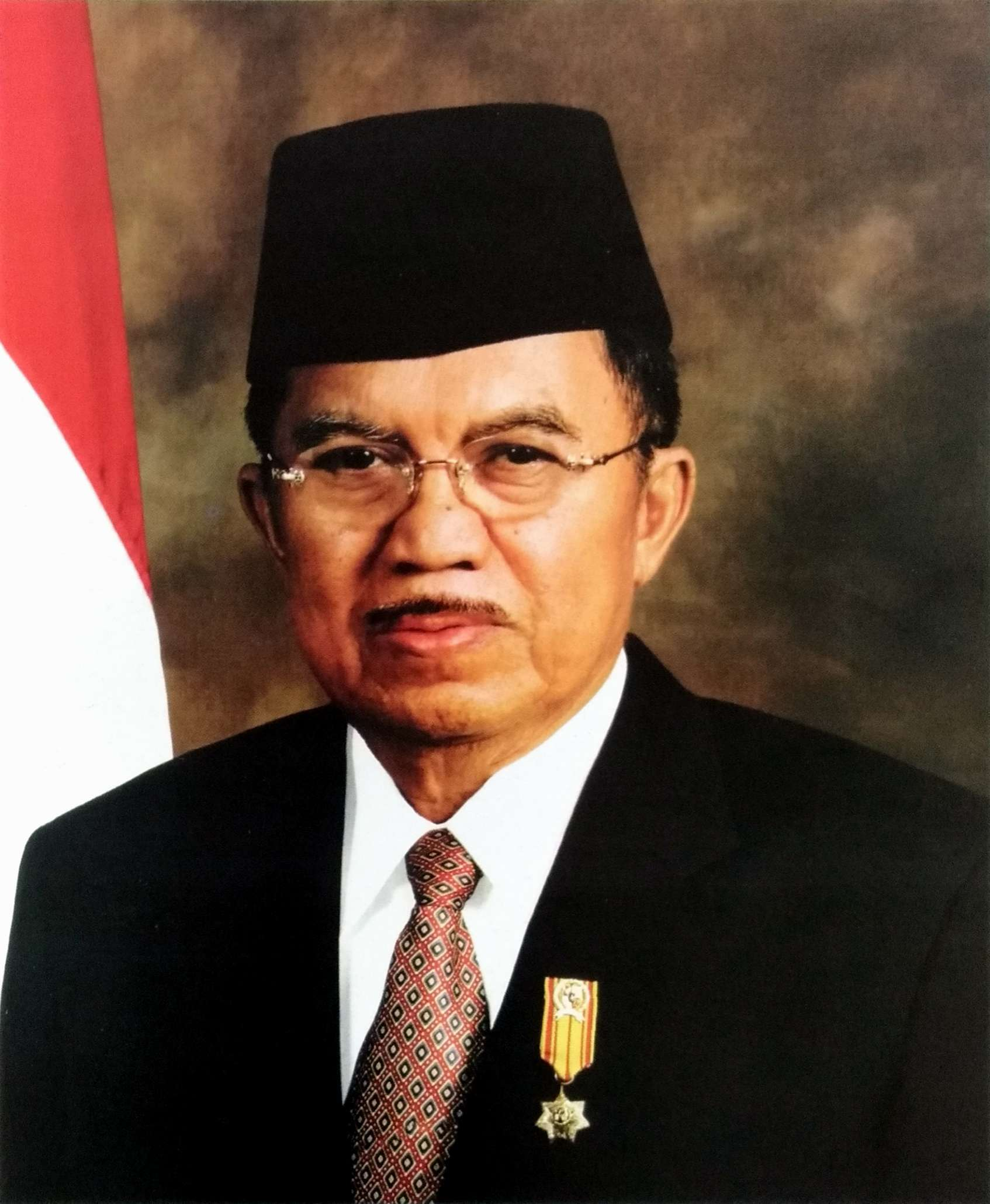
Jusuf Kalla 2004-2009, 2014-2019
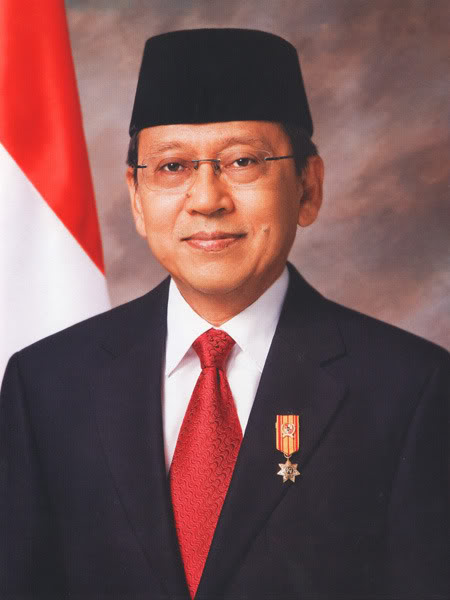
Boediono 2009-2014
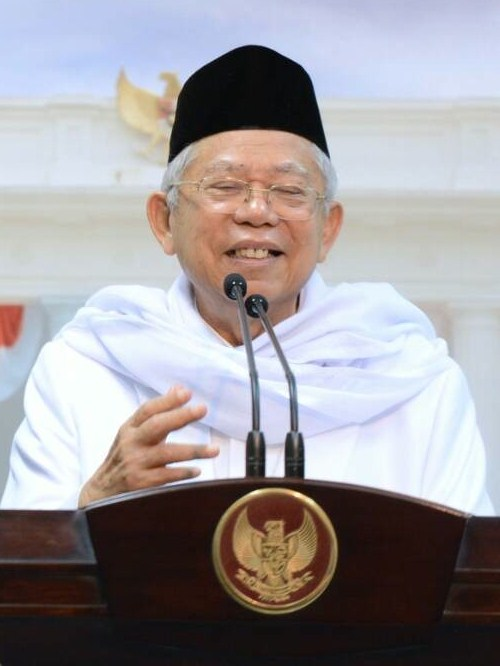
Ma'ruf Amin 2019-présent

#### Chine
- Mer de Chine méridionale, piraterie en mer de Chine (depuis 1400 environ)
- Sphère culturelle chinoise, Grande Chine, politique d'une seule Chine, sinophonie (en)
  - Politique étrangère de la république populaire de Chine
  - Siècle chinois (nouvelle Pax sinica ?)
  - Conflit en mer de Chine méridionale
  - Association des nations de l'Asie du Sud-Est (1967, ASEAN)
    - ASEAN Free Trade Area (1992, AFTA), Zone de libre échange de l'ASEAN
    - ASEAN plus trois (1997, Chine / Japon / Corée du Sud)
    - Sommet de l'Asie orientale (2005, EAS)

  - Conflit en mer de Chine méridionale (2000-)
  - Organisation de coopération de Shanghai (2001, OCS)
  - Nouvelle route de la soie (2013)
  - Route de la soie maritime du 21e siècle (en)
  - Stratégie du collier de perles
  - Grande muraille de sable (2014-)